# تسلا موتورز
شركة تسلا (بالإنجليزية: Tesla, Inc.‎)‏ هي شركة تقع في كاليفورنيا متخصصة في صناعة السيارات الكهربائية، والمكونات الكهربائيّة للقطارات الكهربائية. هي شركة عامة يتم تداول أسهمها في بورصة ناسداك بشعار TESLA، وقد حازت أرباحًا بعدَ 10 سنواتٍ في الربع الأول عام 2013. يُعتبر ما جذب انتباهًا واسعًا لشركة تسلا هو إنتاجها لسيارات كهربائية من نوعِ سيدان، وعملية مثل السيارة تسلا طراز إس. الشركة أيضاً تقوم ببيع مجموعات بطاريات الليثيوم أيون لشركات عالمية، لاستخدامها في القطارات الكهربائية، وقد أعلن مجلس إدارة الشركة أنَّه يسعى للإنتاج الكمي للسيّارات الكهربائية، لخفض تكلفتها لتكون في متناول المُستهلك المتوسط.
في 26 أكتوبر 2021، وصلت تسلا إلى القيمة السوقية 1 تريليون دولار. وفي 5 أبريل 2024 كشف الرئيس التنفيذي إيلون ماسك على موقع التواصل الاجتماعي إكس أنه سيُكشف عن سيارة الأجرة ذاتية القيادة من تسلا في 8 أغسطس 2024.
كانت تسلا موضوعًا للعديد من الدعاوى القضائيَّة والخلافات، الناشئة عن تصريحات وسلوك الرئيس التنفيذيّ إيلون ماسك، ومزاعم انتقام المبلغين عن المخالفات، وانتهاكات حقوق العمّال المزعومة، والمشاكل التقنيَّة والخطيرة معَ منتجاتها التي لم يتم حلها، تُعدّ تسلا أيضًا واحدة من أكثر الشركات للبيع المكشوف في التاريخ.

## التاريخ
تأسَّست شركة تسلا باسمِ تسلا موتورز "Tesla Motors" في 1 يوليو 2003 وكان مؤسسوها هم مارتن إبرهارد ومارك تاربنينغ. وكان دافعهما لتأسيس الشركة قيام جنرال موتورز بسحب جميع سياراتها الكهربائيّة EV1 في عام 2003 وتدميرها،  ورؤيتهما لما تتميز به السيَّارات الكهربائيّة في كفاءة الوقود. وقال إيبرهارد إنه يريد إنشاء «شركة تصنيع سيارات تكنولوجية» تتمتع بتقنيات أساسية مثل «البطارية، وبرامج الكمبيوتر، والمحرك الخاص».
وقد أنضم «إيان رايت» إلى تسلا بعدَ أشهر من تأسيسها وهو الموظف الثالث فيها،  وتمّكن الثلاثة في فبراير 2004 من جمع مبلغ وقدرة 7.5 مليون دولار أمريكيّ لتمويل المجمُوعة A، وساهم إيلون ماسك بمبلغ 6.5 مليون دولار. ليصبح رئيسًا لمجلس الإدارة وإيبرهارد الرئيس التنفيذي. ولاحقاً في في مايو 2004 انضم جيفري براين ستراوبيل إلى الشركة.

### 2005 إلى 2009: رودستر
قام ماسك بدور نشط داخل الشركة وأشرف على تصميم منتجات رودستر بمستوى مفصل، لكنّه لم يشارك بعمق في العمليَّات التجاريَّة اليومية، منذُ البداية، أكد ماسك باستمرارٍ أنَ الهدف الاستراتيجي طويل المدى لشركة تسلا هو إنشاء سيارات كهربائيةٍ بأسعار معقولة في السوق،  وكانَ هدف تسلا هو البدء بسيارة رياضية متميزة تستهدف المستخدمين الأوائل ثمَّ الاٍنتقال إلى السيَّارات الأكثر شيوعًا، بما في ذلك سيارات السيدان والسيَّارات المدمجة بأسعار معقولة.
في فبراير 2006 قاد ماسك جولة استثمارية بقيمة 13 مليون دولار لـ«سلسلة تسلا بي» وَالتي أضافت «شركاء الأسهم الشجاعة» إلى فريق التمويل،  وشارك ماسك في قيادة الجولة الثالثة بقيمة 40 مليون دولار في مايو 2006 معَ «شركاء التكنولوجيا». وتضَّمنت هذه الجولة استثمارات من رواد أعمال بارزين بما في ذلك مؤسسا جوجل سيرجي برين ولاري بيدج، ورئيس إيباي السابق جيف سكول، ووريث فنادق حياة نيك بريتزكر، وأضاف شركات رأس المال الاستثماري درابر فيشر جورفيتسون، وCapricorn Management، و«صندوق الأسهم في منطقة الخليج» الذي تديره جي بي مورغان تشيس. وقاد ماسك الجولة الرابعة في مايو 2008 التي أضافت 40,167,530 دولار أمريكيّ في تمويل الديون ورفع إجمالي الاستثمارات إلى أكثر من 100 مليون دولار من خِلال التمويل الخاص.
كُشف رسميًا عن نماذج أولية لسيارة تسلا الأولى رودستر للجمهور في 19 يوليو 2006 في سانتا مونيكا، كاليفورنيا، في حدثُ عقد في باركر هانغر في مطار سانتا مونيكا ولم يشارك فيهِ سوى 350 شخصًا. وبدأت تسلا إنتاج سيارة رودستر في 2008.

### 2010 إلى 2015
في يناير 2010 تلقت تسلا قرضًا بقيمة 465 مليون دولار من وزارة الطاقة الأمريكية،  وفي مايو 2010 اشترت مصنعاً في فريمونت، كاليفورنيا بقيمة 42 مليون دولار، عرف لاحقاً باسمِ مصنع تسلا،  وأستخدمته لإنتاج الطراز إس.

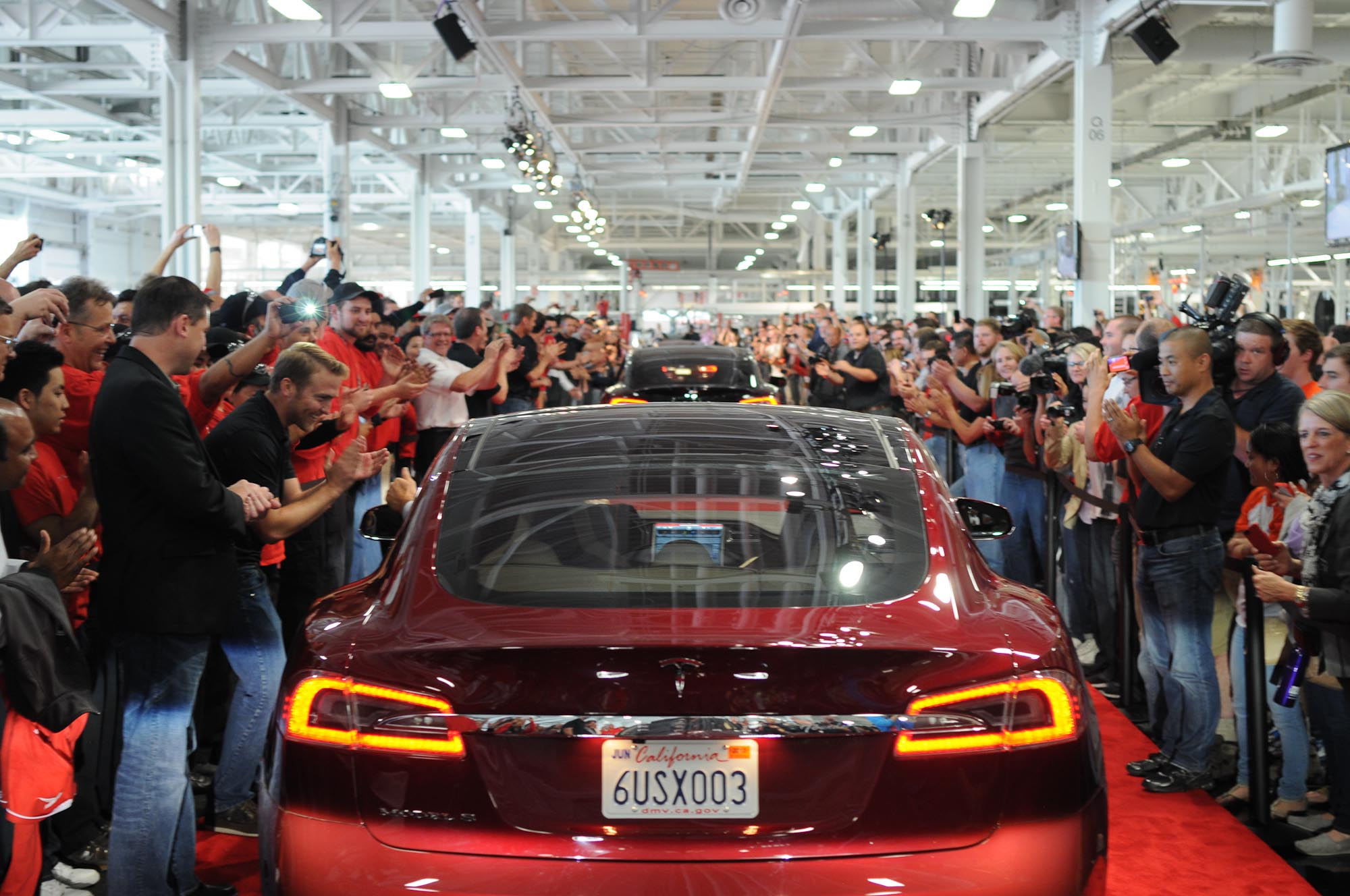
أول شحنات من طراز إس في مصنع تسلا في فريمونت، كاليفورنيا

في يونيو 2012 أطلقت تسلا سيارتها الثانيَّة طراز إس سيدان الفاخرة،  وطرحت أول سيارة رياضية متعددة الأغراض طراز إكس في سبتمبر 2015. وفي أبريل 2015 كشفت الشركة النقاب عن حزم بطاريات صناعية،  وخلال أسبوع واحد تلقت طلبات حجز بقيمة 800 مليون دولار.

### 2016 إلى الآن
في نوفمبر 2016 أستحوذت تسلا على «سولار سيتي»،  وفي فبراير 2017 اختصرت تسلا موتورز اسمها إلى (بالإنجليزية: Tesla, Inc.‎)‏ لتعكس بشكلٍ أفضل نطاق الأعمال الموسعة، وبدأت تسلا بيع «الطراز 3» في يوليو من نفس العام.
بدأت تسلا جهودها الخيرية وقدمت مساهمات متعددة في الطاقة الشمسيَّة للمناطق التي تتعافى من الكوارث في عام 2017،  وفي يوليو 2018 تبرعت الشركة بمبلغ 37.5 مليون دولار لبرنامج تعليم عبر الإنترنت (K-12) في نيفادا. وفي يناير 2020 تبرعت تسلا بمبلغ 5 ملايين يوان (723000 دولار) لمركز السيطرة على الأمراض الصيني لمكافحة تفشي كوفيد-19.
في مارس 2020 بدأت تسلا في تسليم طراز واي كروس. وفي 10 يناير 2020 أصبحت تسلا صانع السيَّارات الأمريكيّ الأكثر قيمة على الإطلاق، برأسمال سوقي قدره 86 مليار دولار. في 10 يونيو 2020 تجاوزت القيمة السوقية لشركة تسلا شركات بي إم دبليو وDaimler وفولكس فاجن مجتمعة. وفي الشهر التالي وصلت تسلا إلى رسملة سوقية بلغت 206 مليار دولار، متجاوزةً تويوتا (202 مليار دولار) لتصبح صانع السيَّارات الأكثر قيمة في العالم من حيثُ القيمة السوقية. وفي 31 أغسطس 2020 تمَّ تقسيم أسهم تسلا بنسبة 5 مقابل 1 بعدَ الزيادة في القيمة.
من يوليو 2019 إلى يونيو 2020 أعلنت شركة تسلا عن أربعة أرباع مربحة على التوالي لأول مرة، ممَّا جعلها مؤهلة للإدراج في إس وبي 500. وتمَّت إضافة تسلا إلى المؤشر في 21 ديسمبر من نفس العام. وكانت تسلا أكبر شركة تمت إضافتها على الإطلاق وسادس أكبر شركة في المؤشر وقتٍ الإدراج. وبينما حاول المستثمرون شراء المزيد من الأسهم نتيجةً لهذا الإدراج، أقترح بعض المُحللين مثل رايان برينكمان أنَ يتوخى المستثمرون الحذر لأنَّ تسلا كانت مبالغًا فيها «بشكلٍ كبير». واعتبارًا من 21 ديسمبر 2020 أرتفع سعر سهم تسلا بنسبة 700٪ منذُ بداية العام.
في يناير 2021 أعلنت تسلا عن تسليمات سيارات أفضل من المتوقع لعام 2020، مدفوعة بالارتفاع المطرد في اعتماد السيَّارات الكهربائيّة عبر أكبر الاقتصادات في العالم. وفشلت الشركة في الوصول إلى هدفها المحدد لعام 2020 وهو 500 ألف سيارة لكنّها سلمت 499550 سيارة، أي أقل بخمسين سيارة فقط من العدد المقصود.

## مجلس الإدارة
في رسالة عامة في أبريل 2017 طلب مجموعة مستثمرين من تسلا إضافة مديرين مستقلين جديدين إلى مجلس إدارتها "الذين ليس لديهم أي علاقات معَ الرئيس التنفيذيّ إيلون ماسك. وكتب المستثمرون أنَ "خمسة من ستة مديرين غير تنفيذيين حاليين لديهم علاقات مهنية أو شخصية معَ السيد ماسك وَالتي يُمكن أنَ تعرَّض قدرتهم على ممارسة حُكِمَ مستقل للخطر". وكان من بين مديري شركة تسلا في ذلك الوقت براد بوس، الذي شغل منصب المدير الماليّ في سولار سيتي، وستيف جورفتسون صاحب رأس مال مغامر وعضو في مجلس إدارة شركة سبيس إكس؛ وكيمبال وهو شقيق إيلون ماسك، وIra Ehrenpreis وأنطونيو غراسياس، وكلاهما استثمر أيضًا في سبيس إكس. ودعت الرسالة إلى مجلس إدارة أكثر استقلاليَّة يمكنه أنَ يفحص التفكير الجماعي. وفي البداية رد ماسك على تويتر فكتب أنَ المستثمرين "يجب أنَ يشتروا أسهم فورد" لأنّ "حكمهم مذهل". وبعد يومين وعد بأنَّه سيضيف عضوين مستقلين في مجلس الإدارة.
مجلس إدارة تسلا اعتبارًا من ديسمبر 2020 :
- روبين دينهولم: رئيسة متفرغة لشركة تسلا، والمدير الماليّ السابق ورئيس الإستراتيجيَّة في تلسترا، هي عضوة مجلس الإدارة الوحيدة التي تتمتع بخبرة في السيَّارات إلى جانب ماسك، [66] (خدم دنهولم في الأدوار الماليَّة وتقارير الشركات في شركة تويوتا موتور أُستراليا من 1989 إلى 1996.) [67]
- إيلون ماسك: المؤسِّس المشارك والرئيس التنفيذيّ ومهندس المنتجات لشركة تسلا؛ والمؤسس والرئيس التنفيذيّ والمدير التنفيذيّ لشركة سبيس إكس؛ والرئيس السابق لشركة تسلا، والرئيس السابق لشركة سولار سيتي.[22]
- كمبال مسك: عضو مجلس إدارة سبيس إكس [68]
- إيرا إرينبريس: شريك عام في شركاء التِّكنولوجيا [61][69]
- أنطونيو ج. جراسياس: الرئيس التنفيذيّ ورئيس لجنة الاستثمار في «شركاء الأسهم الشجاعة» [70][71] وافق على عدم الترشح لإعادة انتخابه عندما تنتهي فترته في 11 يونيو 2021.[72]
- جيمس مردوخ: الرئيس التنفيذيّ السابق لشركة تونتي فرست سينتشوري فوكس.
- لاري إليسون: مؤسس مشارك ورئيس مجلس إدارة شركة أوراكل ورئيسها التقني.
- كاثلين ويلسون طومسون: نائب أول للرئيس ورئيس قسم الموارد البشريَّة في ولجرينز بوتس أليانس[73]
- هيروميتشي ميزونو: مدير في جمعية مبادئ الأمم المتَّحدة للاستثمار المسؤول؛ والعضو المنتدب التنفيذيّ السابق وكبير مسؤولي الاستثمار في صندوق استثمار معاشات التقاعد الحكومي الياباني [74]

ومن بين أعضاء مجلس الإدارة السَّابقين صاحب رأس المال الاستثماري ستيف جورفتسون، ورجل الأعمال ستيف ويستلي، والمدير الماليّ السابق لشركة سولار سيتي براد دبليو بوس؛ والمدير التنفيذيّ ورئيس مجلس إدارة شركة جونسون للنشر ليندا جونسون رايس، والمدير التنفيذيّ لشركة دايملر هربرت كوهلر.

## إستراتيجيَّة العمل
تتمثل استراتيجيَّة تسلا عند إطلاق منتجاتها في محاكاة دورات حياة المنتج التكنولوجي النموذجية واستهداف المشترين الأثرياء في البداية، ثمَّ الاٍنتقال إلى أسواق أكبر عند نقاط سعر أقل. طورت تسلا تقنيات البطّاريات ونظام الدفع الكهربائي لكل طراز ودفعت ثمنها جزئيًا من خِلال مبيعات الطرز السابقة. كانت السيارة ذات حجم منخفض وسعرها 109 ألف دولار، حيثُ يستهدف الطراز إس والطراز إكس سوق المُنتجات الفاخرة الأوسع، فيمَا يستهدف الطراز 3 والطراز واي شريحة ذات حجم أكبر. وتُعد هذه الإستراتيجيَّة شائعة في صناعة التكنولوجيا.
كانت إستراتيجيَّة تسلا التِكنولوجية للطراز إس هي البدء بتصميم «نظيف»،  وبناء أجهزة كمبيوتر متكاملة وهندسة برمجيات في وسط مركباتها، لتوفير تحديثات البرامج عبر الإنترنت لسياراتها،  ممَّا يسمح لها بتحسين وظائف وأداء سياراتها المباعة مجانًا، وتعملُ تسلا على تحسين أجهزة سياراتها باستمرارٍ بدلاً من انتظار طراز جديد، على عكس شركات تصنيع السيَّارات الأُخرى.

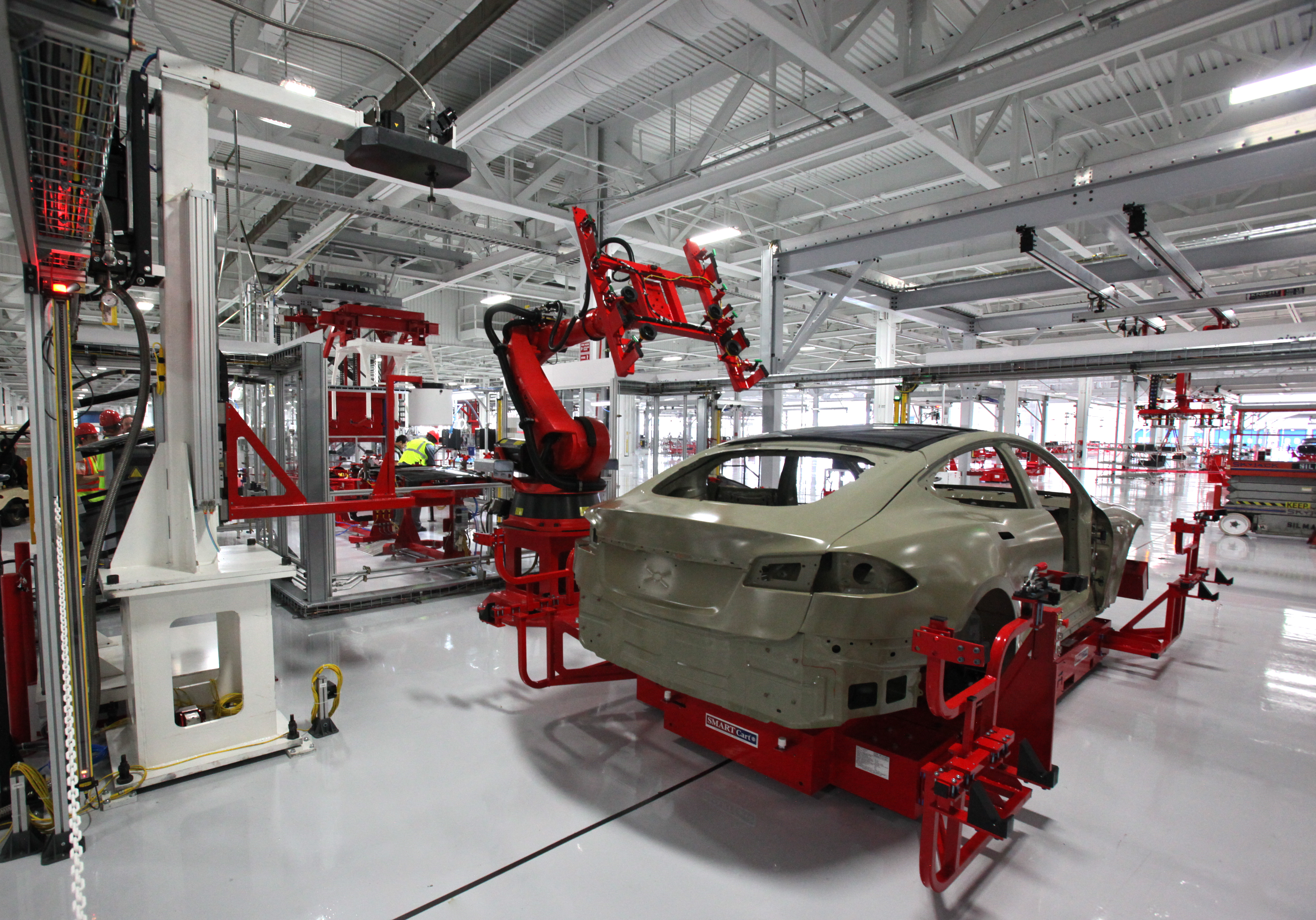
التصنيع الآلي للطراز إس في مصنع تسلا في فريمونت، كاليفورنيا

تهدف الشركة إلى تثقيف عملائها من خِلال صالات العرض، وبيع سياراتها عبر الإنترنت بدلاً من شبكة الوكلاء التقليدية. ولها صالات عرض في مراكز التسوق والمناطق الأُخرى ذات الازدحام الشديد، يعتقد ماسك أنَ الوكلاء الحاليين لديهم تضارب في المصالح ولن يروجوا للسيّارات الكهربائيّة من تسلا أو مصنع آخر،  لأنهم يجنون أموالًا أكثر من بيع السيَّارات الأخرى، وتُعتبر تكاليف صيانة السيَّارات الكهربائيّة أقل بكثير من غيرها. وتُعد تسلا أول شركة لصناعة السيَّارات في الولايات المتَّحدة تبيع السيَّارات مباشرةً إلى المستهلكين، دون وكلاء.

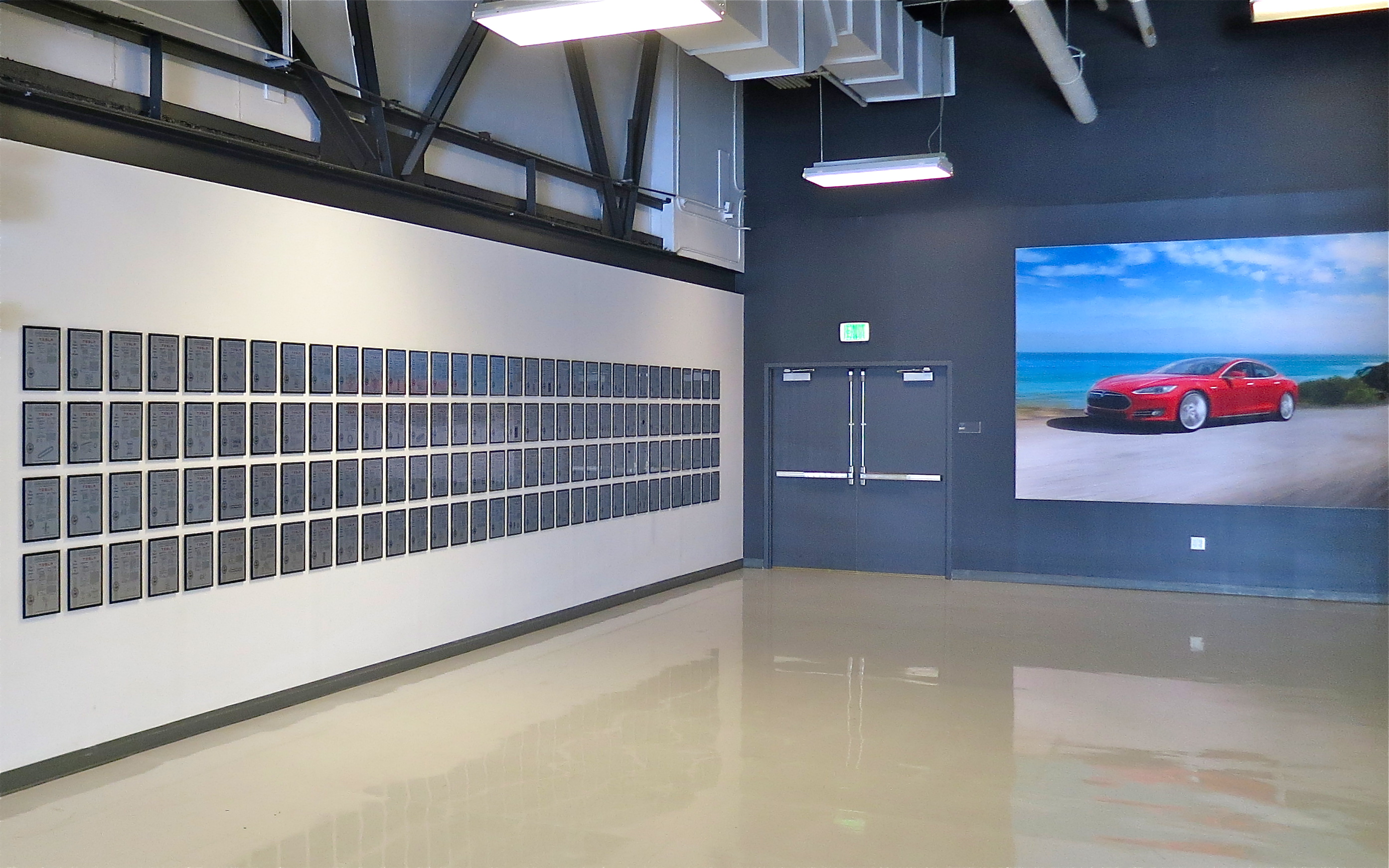
تمت إزالة جدار "Tesla Patent Wall" في مقرها بعد أن أعلنت الشركة أن براءات الاختراع جزء من حركة مفتوحة المصدر،

تتمتع تسلا بدرجة عالية من التكامل الرأسي، حيثُ وصلت إلى 80٪ في عام 2016، وتُنْتَجُ الشركة مكونات المركّبات وتبنِّي محطَّات شحن حيثُ يُمكن للعملاء شحن سياراتهم، ويُعدُّ التكامل الرأسي نادرًا في صناعة السيارات، حيثُ تقوم الشركات عادةً بتعهيد 80٪ من المكوّنات للموردين وتُركَّزَ على تصنيع المحرك والتجميع النهائي.

### فتح مصادر حقوق الملكيّة الفكريَّة للشركة
في 12 يونيو 2014 أعلن إيلون ماسك مؤسس تسلا فتح حقوق الملكيّة الفكريَّة الخاصّة بالشركة، وجعل تكنولوجيّاً الشركة مفتوحة المصدر فيمَا يُعدُّ خطوة كبيرة تجاه الإنتاج الكمي للسيّارات الكهربائية.
تسمح تسلا عمومًا لمنافسيها بترخيص تقنيتها وتُشير إلى أنَ الغرض من الشركة هو تسريع الطاقة المستدامة،  ويُعتبر الرئيس التنفيذيّ ماسك التصنيع ميزة تنافسية طويلة الأمد لشركة تسلا. وتسمح تسلا بِاستخدام براءات اختراعها التِكنولوجية من قبل أي شخص بحسن نية، من أجل تعزيز صناعة السيَّارات الكهربائيّة بشكلٍ عام، وَالتي تعتقد تسلا أنَّها ستكون مفيدة لنفسها. وتتضمَّن اتفاقيَّات الترخيص أحكامًا يوافق بموجبها المستلم على عدم رفع دعاوى براءات الاختراع ضدَّ تسلا، أو نسخ تصميماتها مباشرة. وتحتفظ تسلا بِالسيطرة على ملكيتها الفكريَّة الأخرى، مثل العلّامات التجاريَّة والأسرار التجاريَّة لمنع النسخ المباشر لتقنيتها.

## التِّكنولوجيا
كشركة مصنعة متكاملة رأسياً كانَ على تسلا البحث وتطوير المكوّنات في مجالات تقنية متعددة، بما في ذلك البطّاريات والمحركات وأجهزة الاستشعار والزجاج والذكاء الاصطناعي.

### بطاريات المركّبات
كانت تسلا أول شركة لصناعة السيَّارات تستخدم بطاريات تحتوي على آلاف من خلايا الليثيوم أيون السلعية الصغيرة الأسطوانية مثل تلك المُستخدمة في الإلكترونيّات الاستهلاكية،  وتَستخدم تسلا نسخة من هذه الخلايا المصممة لتكون أرخص في التصنيع وأخف وزنًا من الخلايا القياسيّة عن طريق إزالة بعض ميزات الأمان؛ ووفقًا لتسلا فإنَّ هذه الميزات زائدة عن الحاجة بسببِ نظام الإدارة الحراريّة المتقدم والمادة الكيميائيّة المنتفخة في البطّارية لمنع الحرائق.

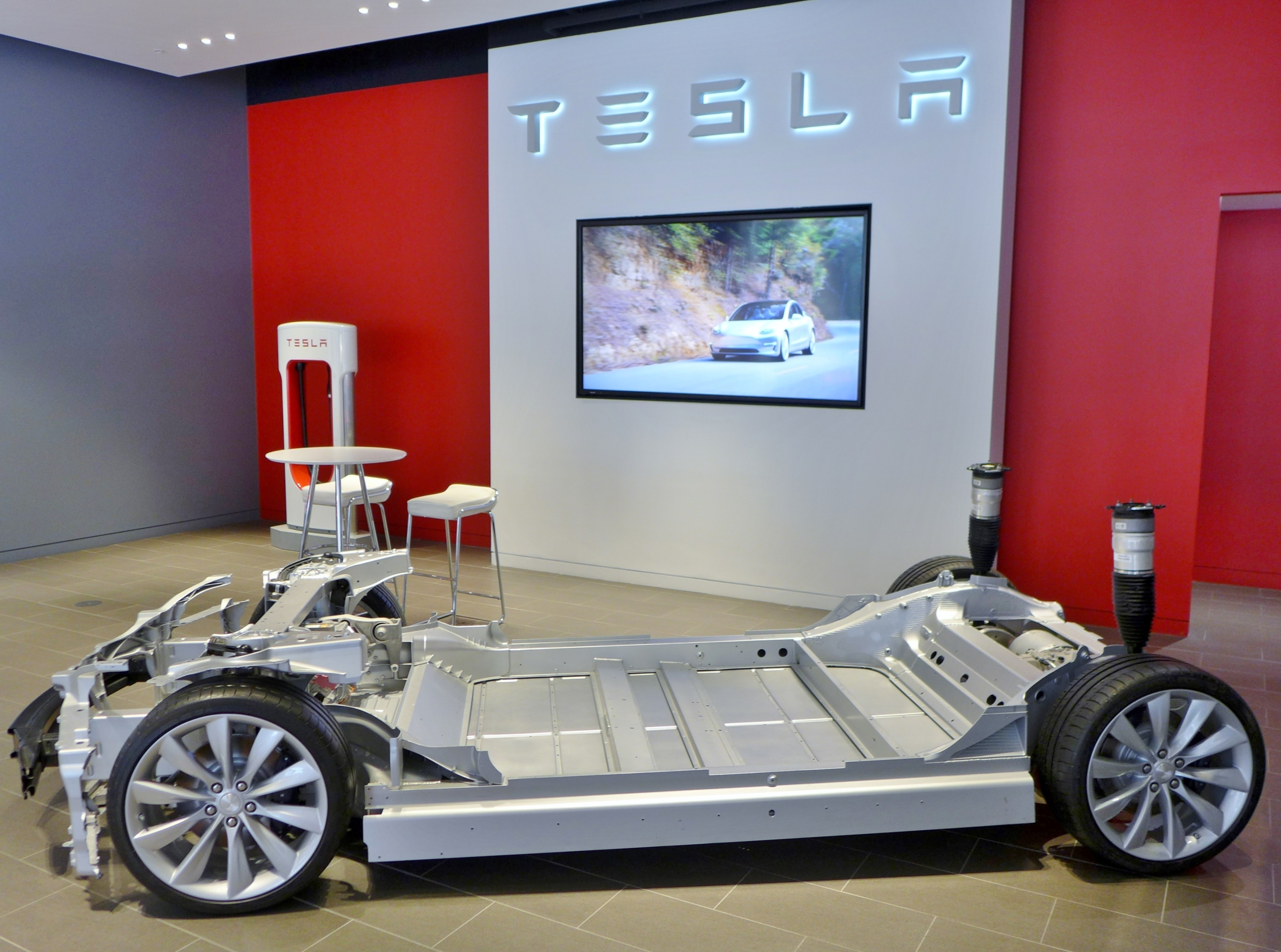
هيكل سيارة تسلا المستخدم في الطرازين إس وطراز إكس، مع رؤية البطارية

يتم وضع البطّاريات تحت أرضية السيارة، ممَّا يؤدي إلى توفير المساحة الداخليَّة وصندوق الأمتعة ولكنَّه يزيد من مخاطر تلف البطّارية بسببِ الحطام أو الاصطدام، وبعد حدوث حريقين لسيارتين في عام 2013 بسببِ حطام الطريق، تمَّ تحديث الطراز إس بنظام حماية متعدد الأجزاء من الأَلومِنْيوم والتيتانيوم لتقليل احتماليّة حدوث أضرار.
في عام 2016 توقع جيفري براين ستراوبيل الرئيس التقني السابق لشركة تسلا أنَ تدوم البطّاريات من 10 إلى 15 عامًا،  ويتمّ خصمها بِاستخدام السيَّارات الكهربائيّة لشحن الشبكة من مركبة إلى شبكة (V2G) لأنّ تآكل البطّارية ذي الصلة يفوق الفوائد الاقتصادية. وفضل أيضًا إعادة التدوير على إعادة الاستخدام للشبكة بمجرد وصولها إلى نهاية عمرها الإنتاجي للمركبات،  واعتبارًا من أبريل 2019 قدمت تسلا أوراقًا لإعادة تدوير السيارة واختبار البطّاريات بِاستخدام منشآتها الخاصّة في جيجا نيفادا.
ابتداءً من عام 2016 أنشأت تسلا شراكة بحث وتطوير بطاريات مدتها 5 سنواتٍ في جامعة دالهاوسي في نوفا سكوتيا، بكندا، تضم الباحث الرئيس «جيف دان». أستحوذت تسلا على شركتين للبطاريات في عام 2019: هيبار سيستمز وماكسويل تكنولوجيز ومن المتوقع أنَ يلعب الثلاثة دورًا مهمًا في إستراتيجيَّة بطارية تسلا.
تُعدّ باناسونيك المورد الوحيد للخلايا في الولايات المتحدة، وتتعاون معَ تسلا في إنتاج 2170 بطارية في جيجا نيفادا،  واعتبارًا من أغسطس 2020 تنتج باناسونيك 35 جيجاوات ساعة سنويًا من 2170 بطارية في جيجا نيفادا. ويتمّ توفير خلايا بطارية تسلا في الصين بواسطة باناسونيك و«كاتل»، وهي الخلايا المنشورية الأكثر تقليدية المُستخدمة من قبل شركات صناعة السيَّارات الأخرى.
يعتقد بعض المُحللين أنَ تسلا حصلت على 42 دولارًا (158 دولارًا مقابل 200 دولار) لكل كيلو وات ساعة على الشركات المصنعة لبطاريات السيَّارات الأُخرى في عام 2019 بسببِ هندستها المتقدّمة وحجم تصنيع بطاريات جيجا نيفادا.

#### بطاريات الجيل القادم
خِلال حدثُ «يوم بطارية تسلا» في 22 سبتمبر 2020 أعلنت تسلا عن الجيل التالي من بطارياتها، التي تتميز بتصميم بطارية بدون علامات تبويب من شأنها زيادة النطاق وتقليل سعر سيارات تسلا،  وتحمّل البطّارية الجديدة اسم "4680" في إشارة إلى أبعادها بطول 46 مليمتر (1.8 بوصة) وعرض 80 مليمتر (3.1 بوصة).
أعلن ماسك عن خطط لتصنيع 4680 بطارية في مصنع تسلا فريمونت،  وتتوقع تسلا إنتاج 10 جيجاوات/ساعة من 4680 بطارية سنويًا في حوالي عام، و100 جيجاوات ساعة بحلول عام 2023 و3000 جيجاوات ساعة بحلول عام 2030.
تتوقع تسلا أنَ تكون البطّاريات الجديدة أرخص بنسبة 56٪ وتسمح للسيّارات بزيادة مسافات السفر بنسبة 54٪. ويُمكن تحقيق ذلك من خِلال عملية إنتاج أكثر كفاءة، وتصميم بطارية جديد، وموارد أرخص للأنود والكاثود، وتكامل أفضل في السيارة.
تقدر «بلومبيرج» سعر حزمة بطارية تسلا (وليس الخلية) في عام 2019 بسعر 128 دولارًا لكل كيلوواط ساعة، وهذا يعني سعرًا قدره 56 دولارًا لكل كيلوواط ساعة في 3 سنوات، وذلك إذا تمكَّنت تسلا من تحقيق أهدافها. حيثُ يعتقد العديد من المُحللين أنَ سعر حزمة البطّارية الذي يبلغ 100 دولار لكل كيلوواط ساعة هو النقطة التي من المرجح أنَ يكون فيها سعر شراء السيَّارات الكهربائيّة أقل من السيَّارات التي تعمل بالبنزين، وَالتي ستكون علامة بارزة.

### المحرّكات
تصنع تسلا نوعين من المحرّكات الكهربائية. أقدم تصميم تمَّ إنتاجه حاليًا هو محرك تحريضي رباعي الأقطاب ثلاثي الأطوار معَ دوار نحاسي،  (والذّي ألهم شعار تسلا)، والذّي يستخدم كمحرك خلفي في الطراز إس والطراز إكس.
تُستخدم محركات المغناطيس الدائم الأحدث عالية الكفاءة في الطراز 3، والطراز واي، والمحرك الأمامي لإصدارات 2019 وما بعدها من الطرازين إس وطراز إكس، ومن المتوقع استِخدامُها في الطراز سيمي. تعمل محركات المغناطيس الدائم على زيادة الكفاءة، خاصَّة في القيادة المتقطعة.

### الطيار الآلي

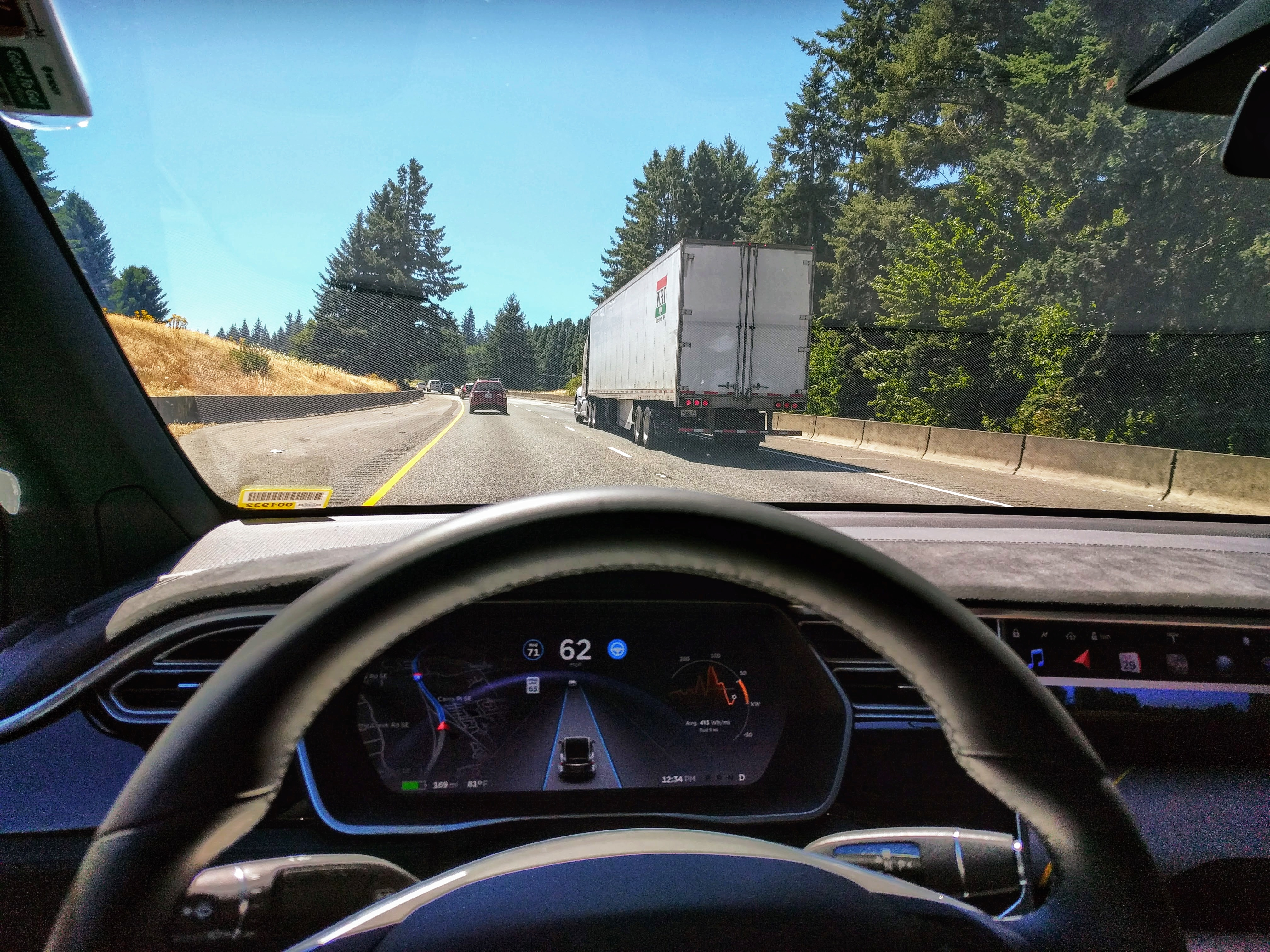
تشغيل تسلا الطيار الآلي

الطيار الآلي هو نظام متقدم طورته تسلا لمساعدة السائق، حيثُ تنص تسلا على أنَ الطيار الآلي «مصمم لمساعدة السائقين في أكثر أجزاء القيادة إرهاقًا» من أجل جعل سيارات تسلا «أكثر أمانًا وقدرة بمرور الوقت». وتنُصُّ تسلا على أنَ ميزات الطيار الآلي الحاليَّة (اعتبارًا من يوليو 2020) تتطلب إشرافًا نشطًا من السائق،  ولا تجعل السيارة مستقلة.
بدءًا من سبتمبر 2014 يتم شحن جميع سيارات تسلا بأجهزة استشعار وبرامج لدعم الطيار الآلي مبدئيًا إصدار الأجهزة 1 أو "HW1". وقامت تسلا بترقية مُستشعراتها وبرامجها في أكتوبر 2016 "HW2" لدعم القيادة الذاتية الكاملة في المستقبل. يتضمن HW2 ثماني كاميرات، واثني عشر جهاز استشعار بالموجات فوق الصوتية، ورادار أمامي. وقد تمَّ إصدار HW2.5 في منتصف عام 2017 وقامت بترقية HW2 بوحدة معالجة رسومات ثانية، وكاميرا مواجهة للسائق للطراز 3 فقط. تمَّ إصدار HW3 في أوائل عام 2019.
في أبريل 2019 أعلنت تسلا أنَ جميع سياراتها ستشمل برنامج الطيار الآلي وهو نظام التحكم في السرعة «أوير ترافيك» كميزة قياسية للمضي قدمًا. ويُعدُّ برنامج القيادة الذاتية الكامل (نظام الركن الآلي، وانتقل على الطيار الآلي (تجريبي)، وتغيير المسار التلقائي (تجريبي)، وقيادة تسلا الآلية، والقدرات المستقبلية) اختياريةٍ بتكلفة إضافية.
في 24 أبريل 2020 أصدرت تسلا تحديثًا لبرنامج الطيار الآلي، ومن خِلال هذا التحديث تتعرف السيَّارات على علامات التوقف وتتوقف تلقائيًا، وتبطئ السيَّارات أيضًا تلقائيًا وتتوقف في النهاية عند إشارات المرور (حتّى لو كانت خضراء)، ويُشير السائق إلى أنَّه من الآمن المضي قدمًا عبر إشارة المرور. يقر تسلا أنَ البَرنامج لا يزال في مرحلة الاختبار التجريبي وبعيدًا عن الإصدار النهائي.

### قيادة ذاتية كاملة
القيادة الذاتية الكاملة (FSD) هي امتداد اختياري قادم للطيار الآلي لتمكين القيادة الذاتية بالكامل، في نهاية عام 2016 توقعت تسلا أنَ تظهر استقلاليَّة كاملة بحلول نهاية عام 2017. وقد تمَّ إصدار أول نسخة تجريبية من البَرنامج في 22 أكتوبر 2020 لمجموعة صغيرة من المختبرين. وجدد إصدار بيتا FSD القلق بشأن ما إذا كانت التِّكنولوجيا جاهزة للاختبار على الطرق العامة.
يختلف نهج تسلا لتحقيق الاستقلاليَّة الكاملة عن نهج الشركات الأخرى،  بينما تعتمد شركات وايمو وكروز وشركات أُخرى على ليدار، وهي خرائط ثلاثية الأبعاد مفصلة للغاية بمقياس السنتيمتر، والكاميرات بِالإضافة إلى أجهزة استشعار الرادار والموجات فوق الصوتيَّة في مركباتها المستقلة، فإنَّ نهج تسلا هو استخدام خرائط وكاميرات الأبعاد بِالإضافة إلى حساسات الرادار والموجات فوق الصوتية. وتدعي تسلا أنَّه على الرغم من أنَ نهجها أكثر صعوبة، إلَّا أنَّه سيكون أكثر فائدة في النهاية، لأنّ مركباتها ستكون قادرة على القيادة الذاتية دون مخاوف بشأن تحديد الموقع الجغرافي. وتمَّ تدريب برنامج تسلا للقيادة الذاتية على أساس 3 مليارات ميل تقوده سيارات تسلا، اعتبارًا من أبريل 2020. وفيما يتعلق بأجهزة الحوسبة صممت تسلا شريحة كمبيوتر ذاتية القيادة تمَّ تثبيتها في سياراتها منذُ مارس 2019.
يعتقد مُعظم الخبراء أنَ نهج تسلا في محاولة تحقيق القيادة الذاتية الكاملة عن طريق تجنب «ليدار» والخرائط عالية الدقة غير ممكن،  وفي دراسة أجريت في مارس 2020 من قبل «أبحاث ريسرتش» تمَّ تصنيف تسلا في المرتبة الأخيرة من حيثُ الإستراتيجيَّة والتنفيذ في قطاع القيادة المستقلة.

### الزجاج
في نوفمبر 2016، أعلنت الشركة عن «مجموعة تسلا لتكنولوجيا الزجاج» حيثُ أنتجت المجمُوعة زجاج السقف لتسلا طراز 3 وللاستخدام في بلاط السقف المعلن عنه في أكتوبر 2016،  ويحتوي بلاط السقف على مجمّع شمسي مدمج وهو أخف بمقدار الثلث من بلاط السقف القياسي.

## طرازات المركّبات

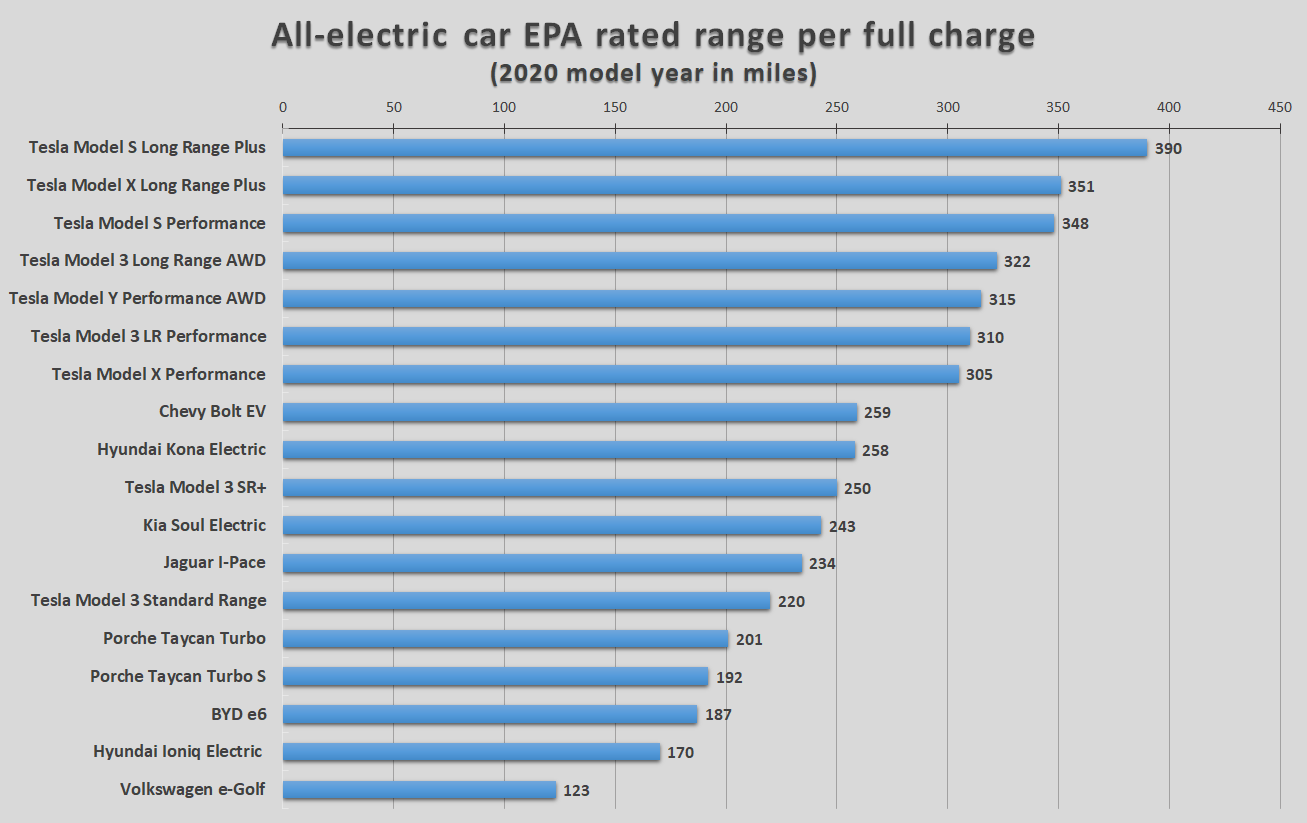
مقارنة بين النطاق المصنف بواسطة وكالة حماية البيئة (EPA) لطراز عام 2020 للسيّارات الكهربائيّة المصنفة حتّى يناير 2020.

اعتبارًا من مارس 2020 تُقدِّم تسلا أربعة طرازات من السيارات: طراز إس وطراز 3 وطراز إكس وطراز واي، ولم تُعدّ تُباعَ أول سيارة للشركة، وهي الجيل الأول من تسلا رودستار.

### الطراز S
الطراز إس (بالإنجليزية: Tesla Model S)‏ هو سيارة سيدان بخمسة أبواب، بدأت عمليات تسليمها في 22 يونيو 2012،  وكان الطراز إس هو السيارة الكهربائيّة الأكثر مبيعًا في جميع أنحاءِ العالم لعامي 2015 و2016، حيثُ تمَّ بيع ما يقدر بـ 50931 وحدة في عام 2016. واعتبارًا من سبتمبر 2018 تمَّ إدراجه كثاني أفضل سيارة كهربائيةٍ مبيعًا في العالم في التاريخ بعدَ نيسان ليف، بمبيعات عالمية بلغت 250 ألف وحدة.

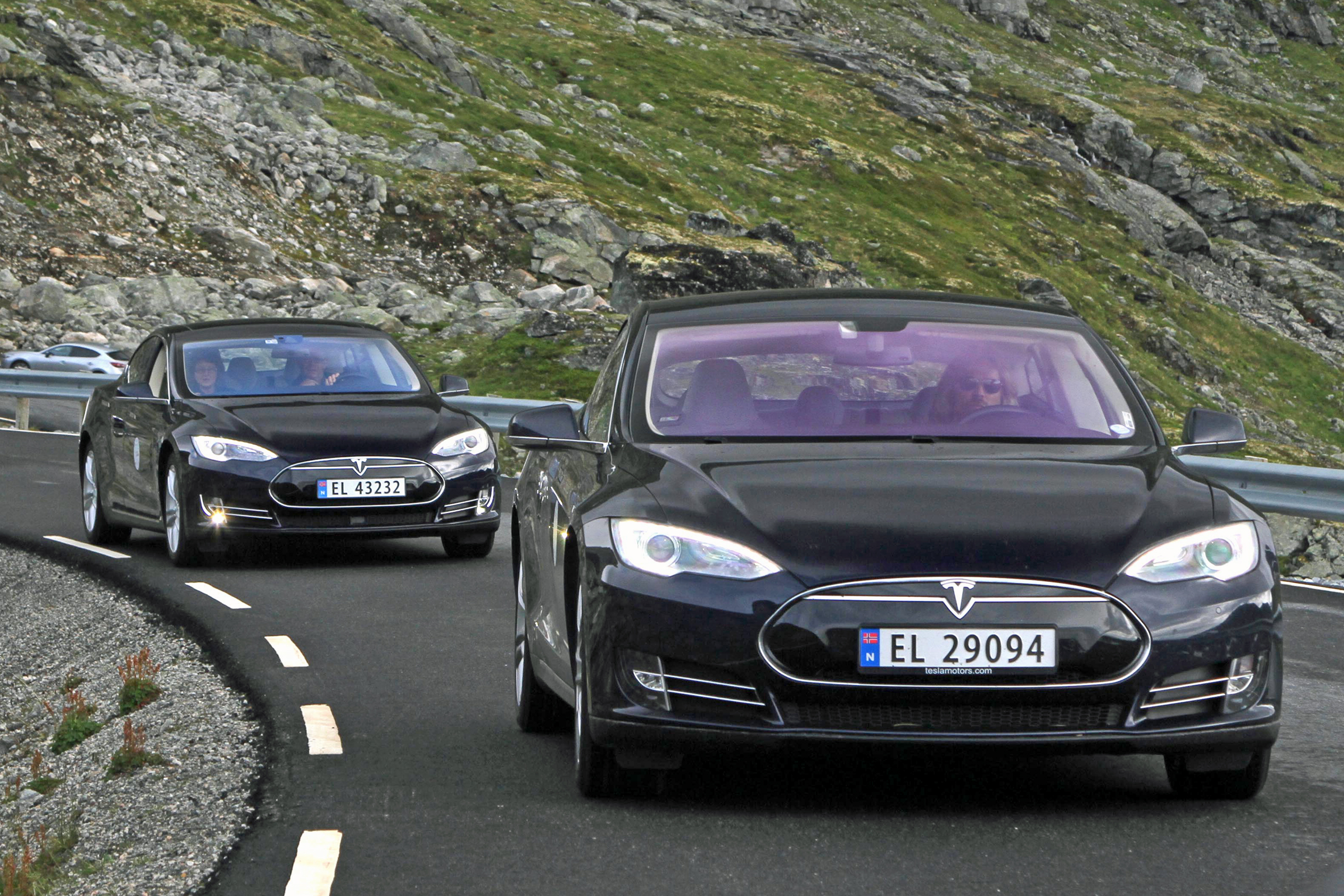
النرويج هي أكبر الأسواق الأوروبية للطراز إس بسبب حوافز الدولة لاعتماد السيارات الكهربائية النقية.

أصبحت تسلا طراز إس أول سيارة كهربائيةٍ تتصدر ترتيب المبيعات الشهرية في أي بلد، عندما حقَّقت المركز الأول في قائمة مبيعات السيَّارات الجديدة النرويجيَّة في سبتمبر 2013.
فاز الطراز إس بعدة جوائز أهمها جائزةً «أفضل سيارة للعام» لعام 2019 من (بالإنجليزية: موتور ترند)‏،  و«جائزةً سيارة العام» في 2013 من موتور ترند،  وجائزة «وورد غرين كار» لعام 2013،  وجائزة «سيارة العام 2013» من مجلّة أوتو موبايل  وأفضلُ 25 اختراعًا لعام 2012 لمجلة «تايم».
في يونيو 2020 أعلنت تسلا أنَ الطراز (بالإنجليزية: S Long Range Plus)‏ يمتلك نطاق EPA يبلغ 402 ميل (647 كـم)، أعلى من أي سيارة كهربائيةٍ بطارية.

### الطراز 3
الطراز 3 (بالإنجليزية: Tesla Model 3)‏ هي سيارة سيدان فاستباك بأربعة أبواب، كشفتت تسلا عن الطراز 3 في 31 مارس 2016، وبدأ العملاء المحتملون في حجز المواقع في 31 مارس بإيداع قابل للاسترداد، وبعد أسبوع واحد من الكشف أبلغت تسلا أنَ الحجوزات بلغت أكثر من 325 ألف، وزعمت بلومبيرج نيوز أنَ «كشف النقاب عن الطراز 3 كانَ فريدًا في 100 عام من تاريخ سوق السيَّارات الشامل.» 

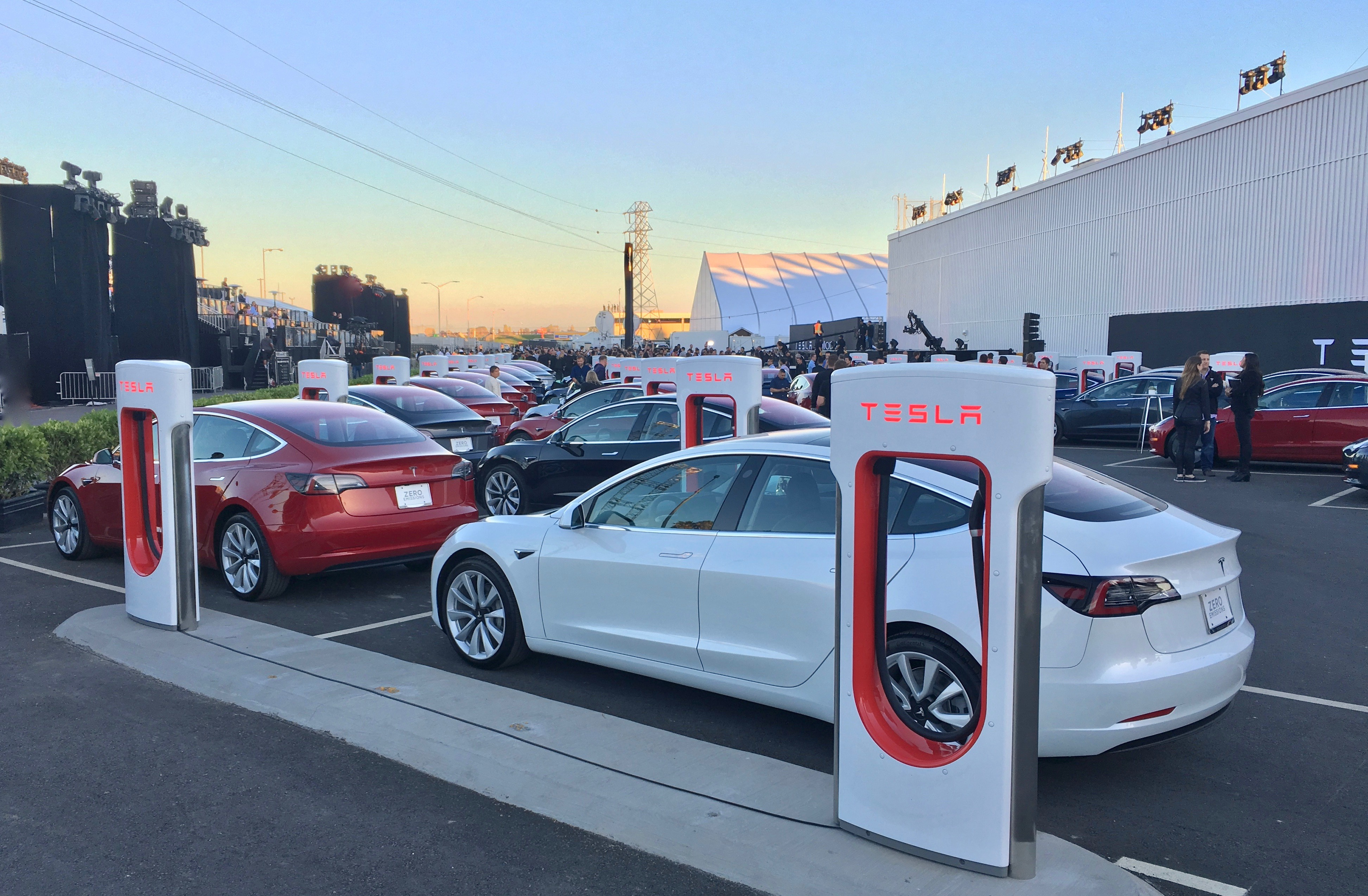
أول إنتاج لسيارات تسلا طراز 3 جاهزة للتسليم في 28 يوليو 2017، وبحلول أوائل عام 2019، أصبحت تسلا طراز 3 السيارة الكهربائية الأكثر مبيعًا في العالم على الإطلاق.

بدأَ الإنتاج المحدود للسيّارات في يوليو 2017،  وفي يونيو 2018 وصل الإنتاج إلى 5000 مركبة في الأسبوع،  وتجاوزت عمليات التسليم العالميَّة 100 ألف وحدة في أكتوبر 2018. وتمَّ تصنيف تسلا طراز 3 كأفضل سيارة كهربائيةٍ مبيعًا في العالم في عام 2018، حيثُ تمَّ تسليم 146 ألف وحدة.
في يناير 2019 اجتاز الطراز 3 الطراز إس ليصبح السيارة الأكثر مبيعًا بالكامل في الولايات المتَّحدة على الإطلاق،  وفي الشهر التالي تجاوز أيضًا طراز شيفروليه فولت ليصبح أكثر المكوّنات مبيعًا على الإطلاق - في السيارة الكهربائيّة في الولايات المتحدة،  وفي 28 فبراير 2019 أعلنت تسلا أنَّها ستبدأ في طرح الطراز الأساسي للمدى القياسي بدءًا من 35000 دولار.
أنهى تسلا طراز 3 عام 2019 كأفضل سيارة كهربائيةٍ مبيعًا في العالم للعام الثاني على التوالي، حيثُ تمَّ تسليم ما يزيد قليلاً عن 300 ألف وحدة، وحقق الطراز أرقامًا قياسية في النرويج وهولندا حيثُ تمَّ إدراجه في كلًا البلدين كأفضل طراز سيارة ركاب مبيعًا في السوق في عام 2019، والسيارة الأكثر مبيعًا بالمكونات الإضافية،  وتجاوز الطراز 3 طراز نيسان ليف في أوائل عام 2020 ليصبح السيارة الكهربائيّة الأكثر مبيعًا في العالم على الإطلاق، حيثُ تمَّ بيع أكثر من 500 ألف سيارة بحلول مارس 2020.
اعتبارًا من أبريل 2020 أحتوى تسلا طراز 3 على أربعة طرازات: معيار المدى الزائد دفع خلفي، ومحرك مزدوج AWD طويل المدى، والأداء، والنطاق القياسي خارج القائمة الذي يبلغ 35000 دولار.

### الطراز X

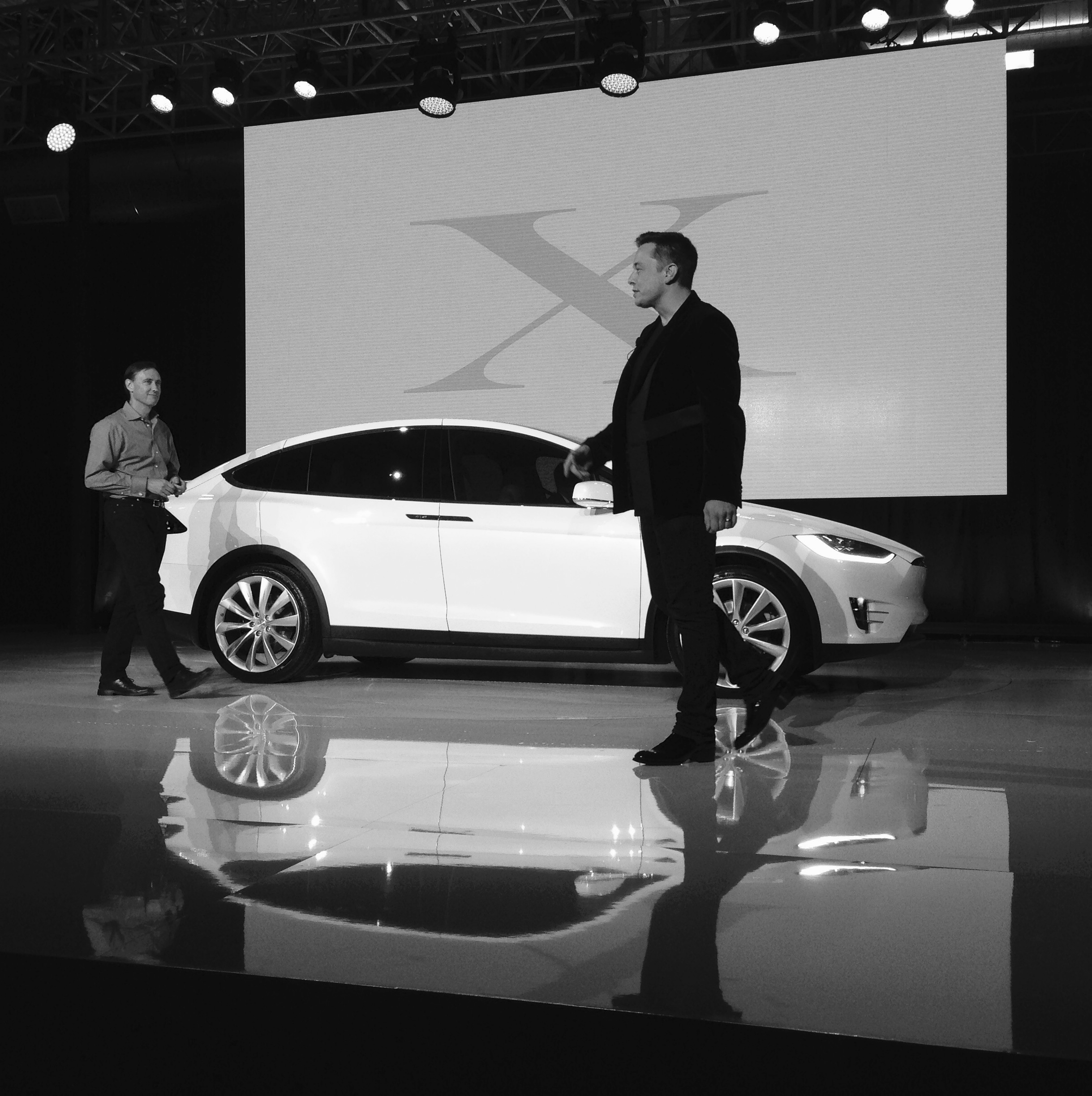
يقدم إيلون ماسك واحدًا من أول ستة طرازات من طراز إكس Founders Series

الطراز إكس (بالإنجليزية: Tesla Model X)‏ هي سيارة كروس أوفر متوسطة الحجم، بدأت عمليات تسليمها في سبتمبر 2015،  حيثُ تمَّ تقديمها في بخمسة ركاب وستة ركاب و7 ركاب، وتعكس أبواب الركاب تصميمات «جناح الصقر» التي تفتح عموديًا.
في سبتمبر 2016 تمَّ تصنيف الطراز إكس في النرويج بأنَّه «السيارة الكهربائيّة الأكثر مبيعًا»، وفي السابق كانَ الطراز إس هو السيارة الجديدة الأكثر مبيعًا أربع مرات،  بلغَ إجمالي المبيعات التراكمية منذُ التأسيس 106,689 وحدة حتّى سبتمبر 2018. وتُعد الولايات المتَّحدة سوقها الرئيسيّ حيثُ تمَّ بيع 57327 وحدة خِلال سبتمبر 2018.

### الطراز Y

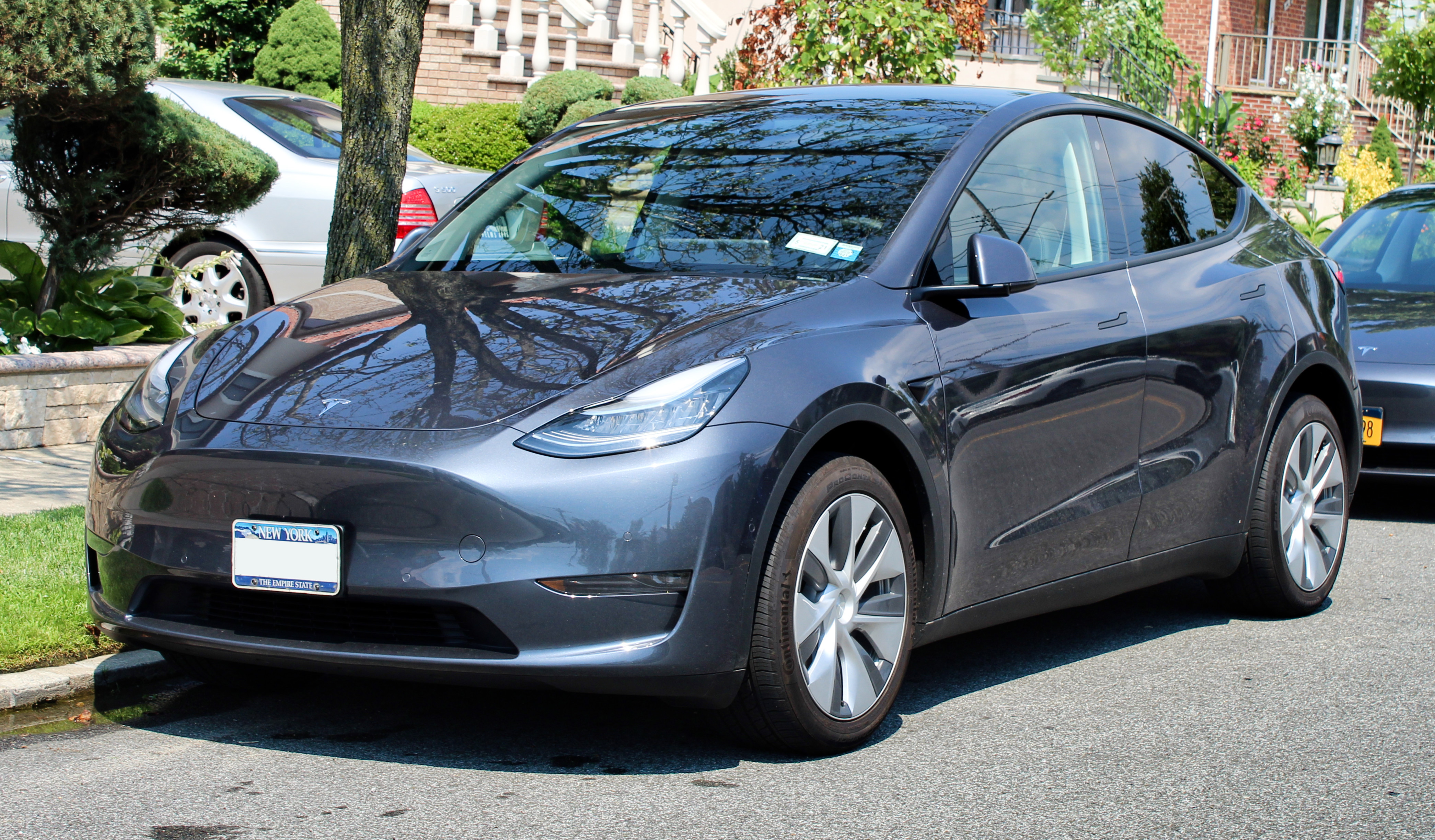
تسلا طراز واي

الطراز واي (بالإنجليزية: Tesla Model Y)‏ عبارة عن مركبة متعددة الاستخدامات مدمجة، تمَّ بنائه على منصة تشترك في العديد من المكوّنات معَ الطراز 3،  وفيها ثلاثة صفوف من المقاعد تتسع لسبعة أشخاص، ومساحة شحن 66 قدم3 (2 م3) معَ طي الصفين الثاني والثالث، ويَصل نطاقها إلى 300 ميل (480 كـم).
كُشف عن الطراز واي في 14 مارس 2019،  واعتبارًا من يناير 2020 يتم تصنيعه في «مصنع تسلا» في فريمونت، كاليفورنيا. بدأت عمليات التسليم للطراز واي في 13 مارس 2020، ويتمّ التخطيط لبناء الطراز واي في جيجا شنغهاي في أواخر عام 2020،  وفي جيجا برلين الذي لم يتم إنشائه بعد.

### الكشف

#### رودستر (الجيل الثاني)

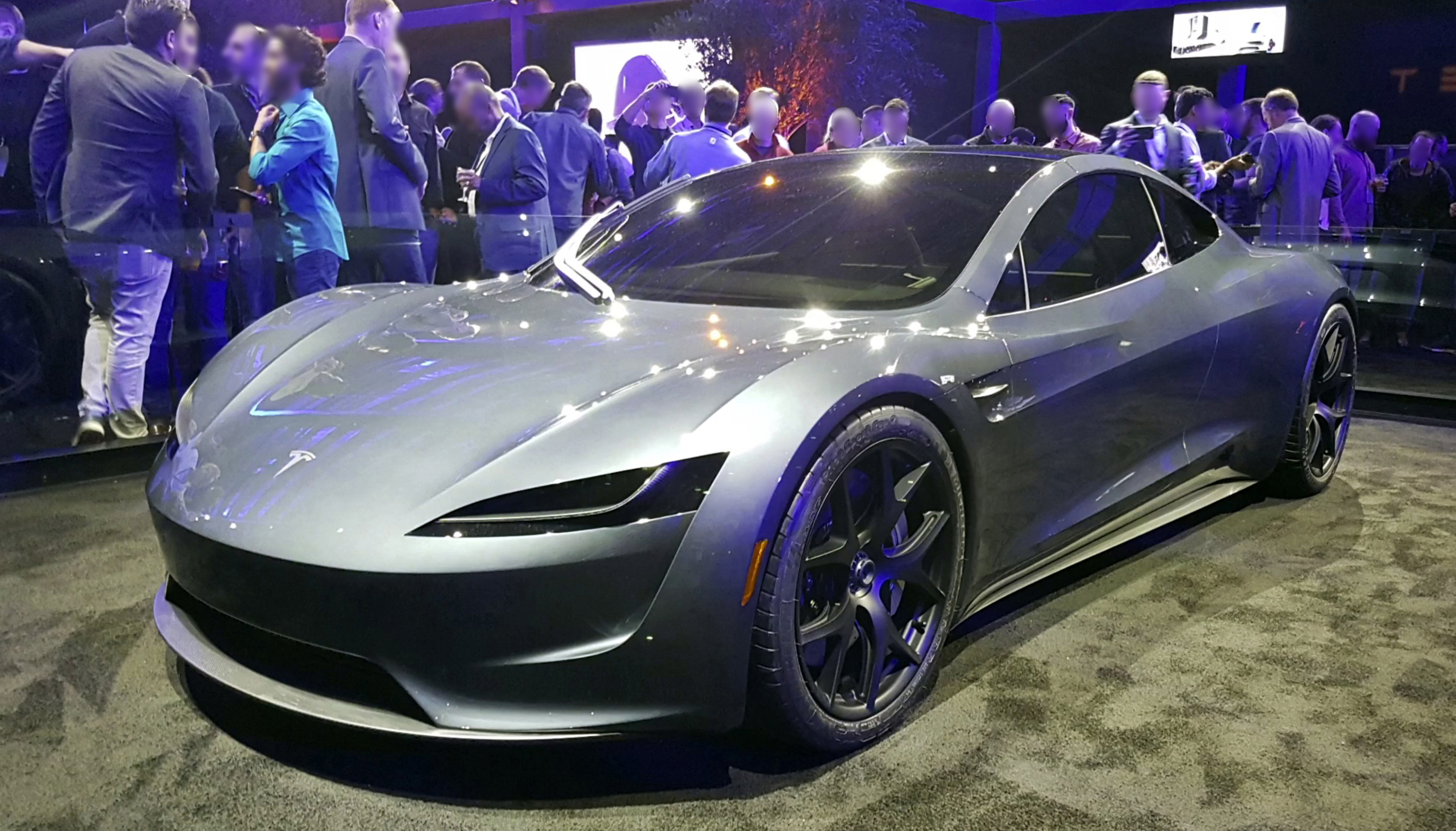
الطراز الأولي لتسلا رودستر 2020 في حفل الإطلاق في نوفمبر 2017

في كشف مفاجئ في نهاية الحدث الذي قُدم في 16 نوفمبر 2017، كشفت تسلا عن سيارة رودستر 2020، وقال ماسك إنَّ الطراز الجديد سيبلغ مدى 620 ميل (1,000 كـم) على 200 كيلوواط-ساعة (720 ميجاجول) وسيصل إلى سرعة 0-60 ميل في الساعة في 1.9 ثانية، وستحقق أيضاً 100 ميل في 4.2 ثانية،  وستتجاوز السرعة القصوى لها 250 ميل في الساعة (400 كم/س)، وستحتوي السيارة على ثلاثة محركات كهربائيةٍ تسمح بالدفع الرباعي، وتوجيه عزم الدوران أثناء المنعطفات وحزمة سبيس إكس التي ستشمل دافعات الهواء البارد التي ستزيد السرعة أكثر، 
تمَّ تحديد السعر الأساسي عند 200 ألف دولار، في حين أنَ أول 1000 وحدة «سلسلة المؤسس» ستباع بمبلغ 250 ألف دولار. وتطلبت الحجوزات إيداع 50 ألف دولار، ودفع 250 ألف دولار لـ«سلسلة المؤسس»، وقد سُمح لمن قاموا بالحجز في الحدث بإجراء اختبار قيادة معَ سائق في النموذج الأولي.

#### تسلا سيمي

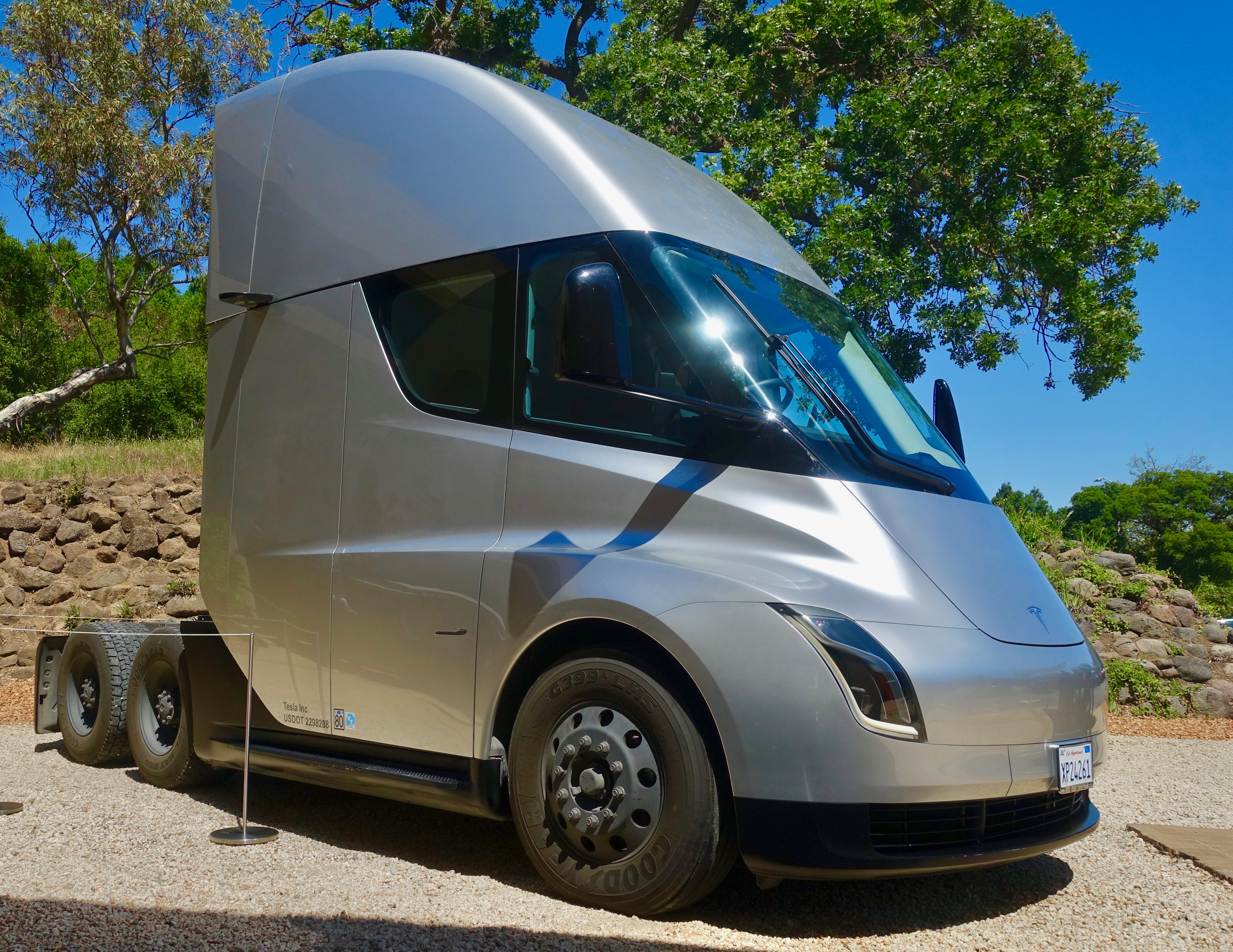
تسلا سيمي

تسلا سيمي (بالإنجليزية: Tesla Semi)‏ هي شاحنة نصف مقطورة، كهربائيةٍ بالكامل من الفئة 8 تمَّ ذكرها لأول مرَّة في خطة «تسلا ماستر» لعام 2016،  وتمَّ الإعلان عنها رسميًا في نوفمبر 2017، حيثُ أكد ماسك أنَ نوعين مختلفين سيكونان متاحين: الأولى بنطاق 300 ميل (480 كـم) والأخرى بنطاق 500 ميل (800 كـم)‏. وسيتم تشغيل «نظام سيمي» بأربعة محركات كهربائيةٍ كما في تسلا مودل 3، وسيتضمن مجموعة واسعة من أجهزة الاستشعار لتمكينها من البقاء في مسارها الخاص، وإبقائها على مسافة آمنة من المركّبات الأخرى، وتوفير القيادة الذاتية على الطرق السريعة. أعلن ماسك أيضًا أنَ الشركة ستشارك في تركيب شبكة عالمية تعمل بالطاقة الشمسيَّة من «تسلا ميجاكارجر» لجعلها أكثر جاذبية للعملاء المحتملين على المدى الطويل، وسيوفر الشحن لمدَّة 30 دقيقة إمكانية القيادة لمسافة 400 ميل (640 كـم).
في البداية قال ماسك إنَّ عمليات التسليم النصفية ستبدأ في عام 2019 وأنَّ الشركة ستبيع 100 ألف شاحنة سنويًا، لكنّ عمليات التسليم تأخرت لاحقًا حتَّى عام 2021، ويرجعُ جزء من سبب هذا التأخير وفقًا لماسك إلى أنَ طراز سيمي يحتوي على خلايا بطارية أكثر بخمس مرات، وأنَّ إمداد البطّاريات غير كافٍ بعدَ لسيارات تسلا وسيمي.

#### سايبر تراك

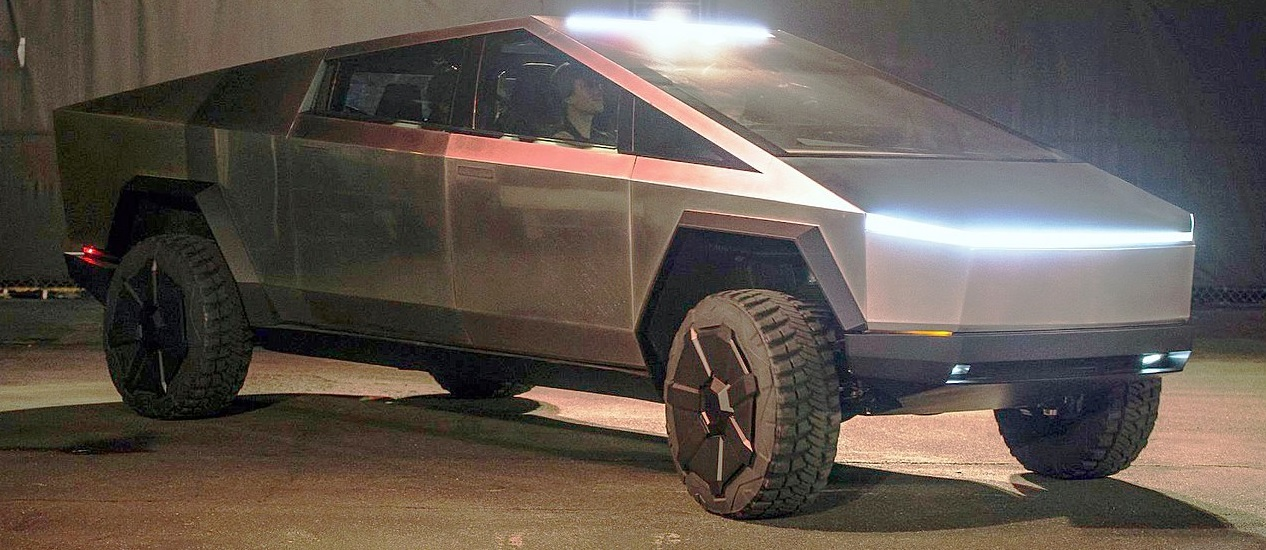
سايبر تراك

كشف عن «سايبر تراك» في 21 نوفمبر 2019، ومن المقرر إنتاجها في أواخر عام 2021،  وفي 22 سبتمبر 2020 كشف ماسك عن ما يقرب من 600 ألف طلب لسايبر تراك مسبقًا.
سخر العديد من النقَّاد عبر الإنترنت من التصميم الزاوي للشاحنة،  ويقولُ «جيمس جودوين» الرئيس التنفيذيّ لمنظمة سلامة السيَّارات الأستراليَّة إنَّ التصميم الزاوي والبناء الفولاذي لشاحنة سايبر تراك قد يشكلان خطراً على السلامة. وقد أفتقر النموذج الأولي لسايبر تراك إلى ميزات مثل المرايا الجانبيّة ومساحات الزجاج الأمامي والمصابيح الأماميّة وأضواء الفرامل اللازمة لتكون قانونيَّة في الشوارع. وأعلن ماسك أنَّه سيكشف عن إعادة تصميم للشاحنة الإلكترونيَّة تقريبًا في ديسمبر 2020.
في حدثُ يوم البطّارية لعام 2020 في تسلا أعلن ماسك أنَ «تسلا سايبر كواد» وهي مركبة كهربائيةٍ رباعية الدفع لجميع التضاريس كُشف عنها في الأصل في عام 2019 ستكون ملحقًا اختياريًا لمشتري سايبر تراك في عام 2021.

### التوقف
طراز سيارة تسلا الوحيد الذي تمَّ إيقاف إنتاجه هو طراز تسلا رودستار الأصلي، وهي سيارة رياضية تعمل بالبطارية (BEV)، تمَّ تطويرها من هيكل لوتس إليز،  الذي تمَّ إنتاجه بواسطة تسلا موتورز في كاليفورنيا من 2008 إلى 2012، وكانت رودستر أول سيارة كهربائيةٍ بالكامل تنتج إنتاجًا تسلسليًا قانونيًا للطرق السريعة تستخدم خلايا بطارية ليثيوم أيون، وأول سيارة كهربائيةٍ بالكامل تنتج أكثر من 320 كيلومتر (200 ميل)، وهي أيضًا أول سيارة إنتاج يتم إطلاقها في المدار، محمولة بصاروخ فالكون هيفي في رحلة تجريبية في 6 فبراير 2018.

## خدمة السيَّارات
تتلقى تسلا إيرادات الخدمة المقدمة للعملاء بعدَ الشراء الأولي للسيارة وهي (خدمة المركبات، والشحن، والتأمين، وترقيات البرامج، وتحسين الاتصال) وَالتي وصلت إلى ما يقرب من 500 مليون دولار في الربع الثاني من عام 2020.
تشمل الخدمات المستقبليَّة التي يتم التخطيط لها: شبكة تسلا، واشتراك الطيار الآلي،  والدفع لنقطة اتصال واي فاي في السيارة،  ومتجر تطبيقات تسلا.

### الشحن

#### شبكة موقع شحن الوجهة
في عام 2014 أطلقت تسلا بتكتم شبكة «موقع شحن الوجهة» من خِلال توفير أجهزة الشحن للفنادق والمطاعم ومراكز التسوق والمنتجعات ومحطات الخدمة الكاملة الأُخرى لتوفير شحن السيارة في الموقع بضعف طاقة محطّة الشحن المنزليَّة النموذجية. وفي 25 أبريل 2016 أطلقت تسلا رسومًا للوجهة الأوروبية، معَ 150 موقعًا وأكثر ستضاف لاحقًا. وبلغ إجمالي أجهزة الشحن في جميع أنحاءِ العالم أكثر من 23900 جهاز في منتصف عام 2019.
يتم تركيب شواحن الوجهة مجانًا من قبل مقاولين معتمدين من تسلا؛ ويجب أنَ توفر المواقع الكهرباء لعملائها دون أي تكلفة. وتُظهر جميع أجهزة الشحن المثبتة في نظام الملاحة داخل السيارة.

### تحديثات البرامج وترقياتها
يتم تحديث برنامج سيارات تسلا باستمرارٍ عند صدور إصدارات جديدة من البرامج والبرامج الثابتة، ويتيح ذلك للسيّارات أنَ تظل محدثة وتتحسن بعدَ الشراء،  وتُقدَّمُ تسلا أيضًا خيار إلغاء قفل الميزات في السيارة من خِلال ترقيات البرامج عبر الهواء بعدَ الشراء، وتشمل الترقيات المتوفرة: الطيار الآلي الأساسي،  والقيادة الذاتية الكاملة،  وتعزيز التسارع (لمالكي الطراز 3)،  والمقاعد الخلفية المدفأة (لمالكي الطراز 3).

### الاتصال
تأتي جميع سيارات تسلا معَ «الاتصال القياسي» الذي يوفر التنقل بِاستخدام اتصال خلوي، وتدفّق الفيديو، وتصفح الإنترنت، وتدفّق المُوسيقى (معَ اشتراك مدفوع) فقط عبر واي فاي و/أو بلوتوث. ويُضيف "Premium Connectivity" إمكانية الوصول الخلوي إلى حركة المرور الحية وخرائط الأقمار الصناعيّة وتدفّق الموسيقى، بِالإضافة إلى دفق الفيديو وتصفح الإنترنت و«كاراوكي» عند التوقف.

### خدمة المركّبات
بالنسبة لمعظم مصنعي السيارات، يُمكن للتجار فقط صيانة وبيع السيارات، ولا تحصل الشركة المصنعة على أي عائد من صيانة السيارات. وتتمثّل إستراتيجيَّة خدمة تسلا في خدمة سياراتها من خِلال التشخيص والإصلاح عن بُعد،  والفنيين المتنقلين،  ومراكز الخدمة المملوكة لشركة تسلا.
في عام 2016 أوصت تسلا بفحص أي سيارة تسلا كلّ 12500 ميل أو مرَّة واحدة في السنة، وفي أوائل عام 2019 تمَّ تغيير الدليل ليقول: «لا تتطلب سيارة تسلا الخاصّة بك صيانة سنوية وتغييرات منتظمة في السوائل»، وبدلاً من ذلك توصي بالصيانة الدورية لسائل الفرامل وتكييف الهواء والإطارات وفلاتر الهواء.

## منتجات البطّارية
تشمل منتجات بطاريات تسلا:

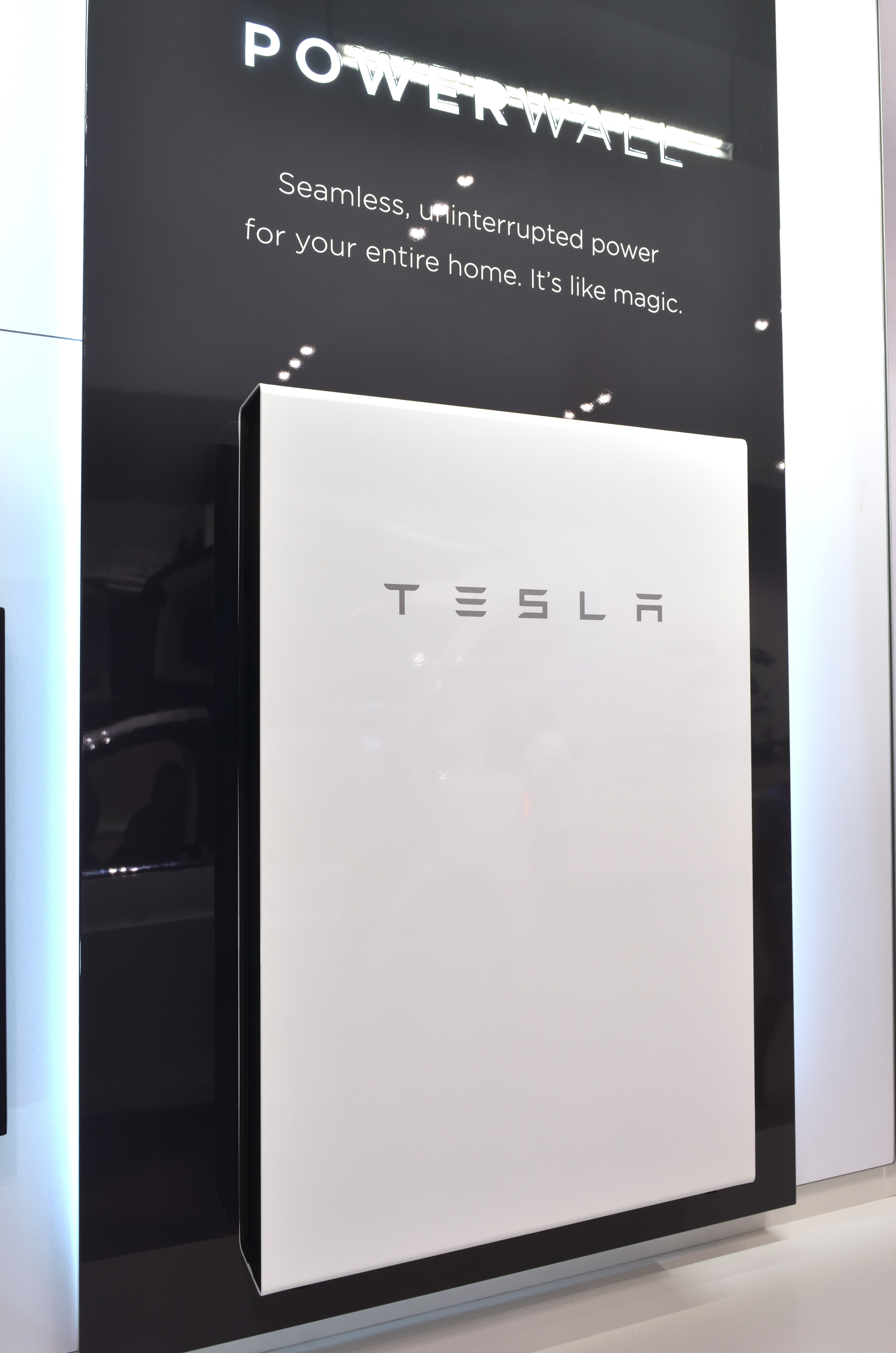
جهاز Powerwall 2

- Powerwall 2 وهو نظام بطارية منزلي مزود بقوة 5 كيلوواط (6.7 حصان) مستمرة وقدرة تبلغ 13.5 كيلوواط-ساعة (49 مججول)، [231]
- Powerpack: نظام بطارية صناعي أكبر، سعة التخزين 3 ميجا وات في الساعة (11 جـجول) وقدرته 1.5 ميجاواط (2,000 حصان).
- Megapack منتج بطارية حاوية للمشاريع على نطاق واسع، بسعة تخزين 3 ميجا وات في الساعة (11 جـجول) وقدرته 1.5 ميجاواط (2,000 حصان).[232]

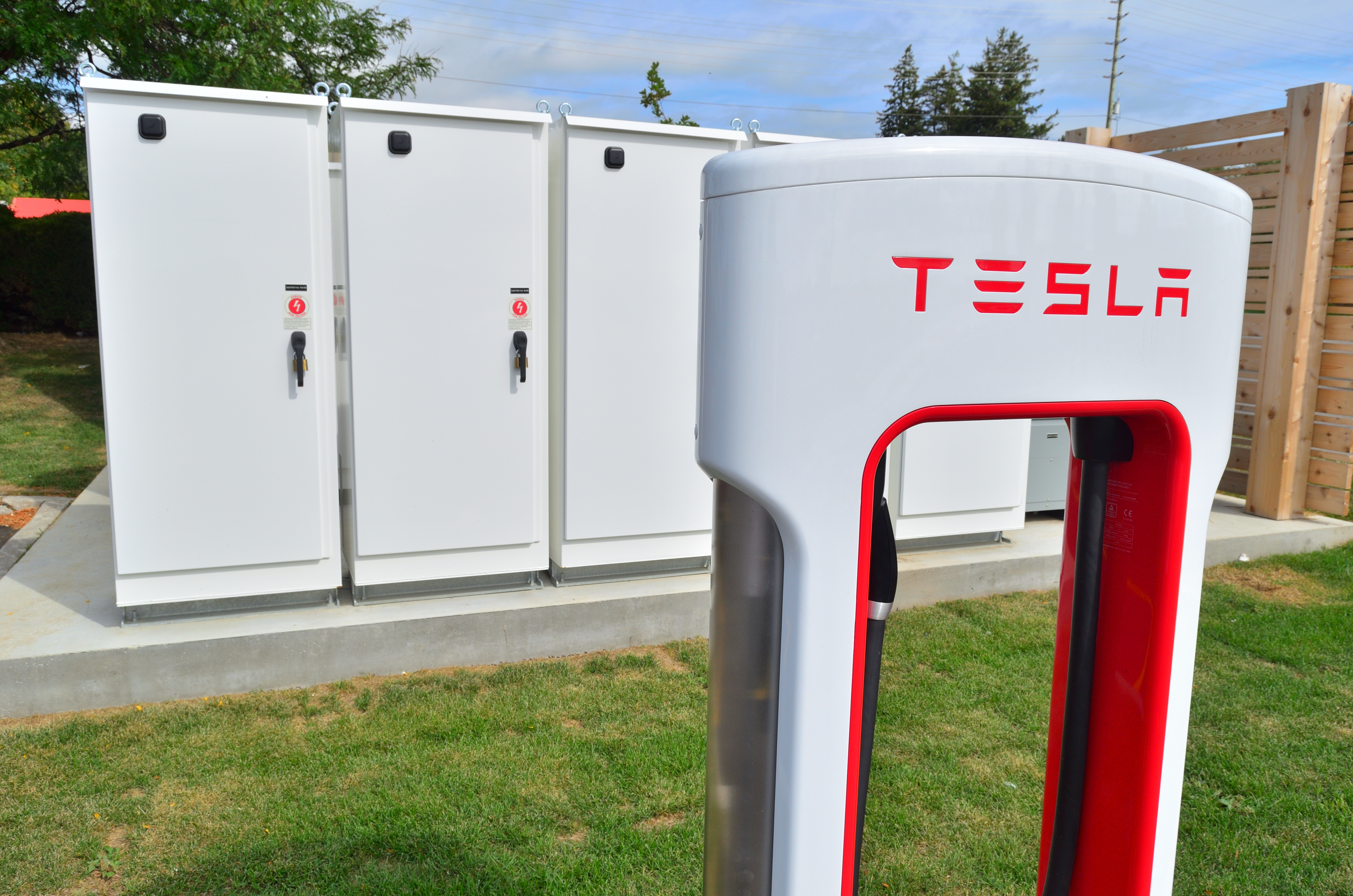
بطاريات تسلا Powerpack المستخدمة في محطة الشحن السريع.

تمَّ تصنيع الخلايا الأولية لمنتجات البطّاريات بواسطة شركة باناسونيك وفي عام 2017 تحول الإنتاج إلى جيجا نيفادا،  حيثُ تتوقع تسلا خفض التكاليف بنسبة 30٪.

## المرافق
بِالإضافة إلى المقر الرئيسيّ للشركة تدير الشركة العديد من المصانع الكبيرة لتصنيع المركّبات ومكوناتها،  وصالات عرضُ حول العالم.
- مصنع تسلا افتتح في 2010 يقع في فريمونت، ويَبلغَ عدد موظفيه 10,000 موظف، ويعملون على تسلا طراز إس، تسلا مودل 3، تسلا طراز إكس، تسلا طراز واي، تيسلا رودستر (2020) [الإنجليزية] يُعرف سابقاً باسمِ مصنع نونمي.
- مرافق تسلا في تيلبورغ [الإنجليزية] الذي افتتح في 2013 في تيلبورخ بهولندا، وهو أول مصنع لشركة تسلا خارج الولايات المتحدة، يستخدم للتجميع النهائي للاتحاد الأوروبيّ للمكونات الرئيسيَّة القادمة من الولايات المتحدة.
- مصنع جيجا نيفادا (يُعرف أيضًا باسمِ Gigafactory 1) افتتح في 2016 في مقاطعة ستوري، نيفادا، يعمل على إنتاج بطارية أيون الليثيوم، تيسلا بوويرول، تسلا باورباك [الإنجليزية]، تسلا ميغاباك ويُعمَل به 7 ألف موظف.
- جيجا نيويورك [الإنجليزية] (يُعرف أيضًا باسمِ Gigafactory 2) افتتح في 2017 في مدينة بوفالو الأمريكيَّة ويُعمَل على إنتاج الخلايا الشمسية وألواح ضوئية والألواح الشمسية ومعدات الشاحن.
- جيجا شنغهاي [الإنجليزية] (يُعرف أيضًا باسمِ Gigafactory 3) تمَّ افتتاحه في 2019 في شانغهاي الصينية، يعمل على تسلا مودل 3 وتسلا طراز واي، وهو أول مصنع جيجا لتسلا خارج الولايات المتحدة، ويَبلغَ عدد موظفيه 2,000 موظف.[236]

مصانع مخطط لافتتاحها في 2021
- جيجا برلين [الإنجليزية] (يُعرف أيضًا باسمِ Gigafactory 4) يقع في مدينة جرونهيد (مارك) [الإنجليزية]، براندنبورغ في ألمانيا، يبلغ عدد موظفيه 10,000 موظف، [237] يعمل المصنع على بطارية أيون الليثيوم، تسلا مودل 3، تسلا طراز واي، وهو أول مصنع جيجا لتسلا في أوروبا.
- مصنع جيجا 5 [الإنجليزية] (يُعرف أيضًا باسمِ Gigafactory 5) يقع في مدينة أوستن الأمريكية، ويَبلغَ عدد العاملين فيهِ 5,000 شخص، [238] ويُعمَل المصنع على سايبر تراك، تسلا مودل 3، تسلا طراز واي، تيسلا سيمي[239]

### أوروبا

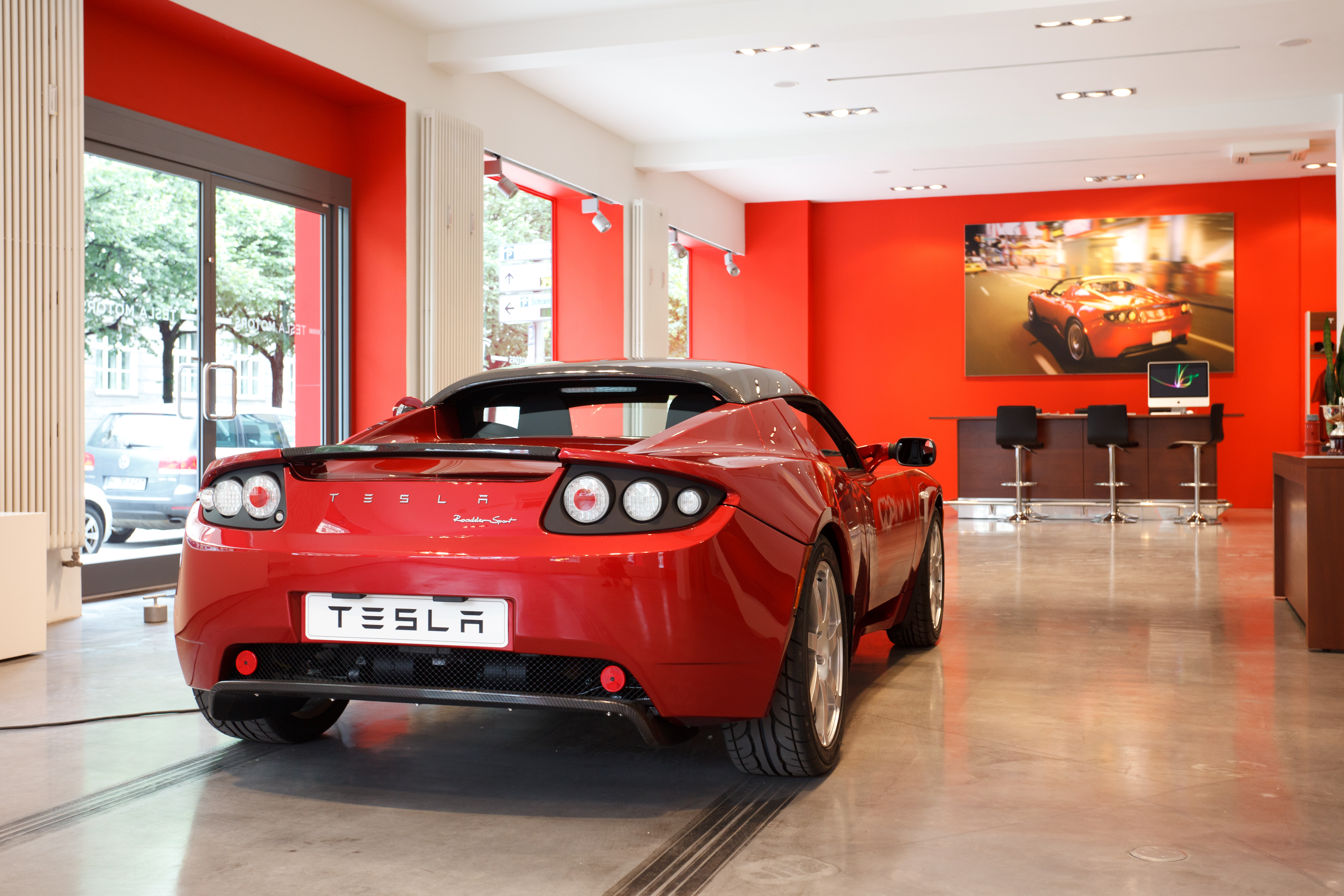
صالة عرض تسلا في ميونيخ، ألمانيا

افتتحت تسلا أول متجر أوروبي لها في يونيو 2009 في لندن،  ويَقع المقر الرئيسيّ لشركة تسلا في أوروبا في أمستردام. ويَقع مركز الخدمة الأوروبيّ في تيلبورغ، هولندا بمساحة 62,000 قدم2 (5,800 م2)، إلى جانب مرفق تجميع بمساحة 77,650 م2 (835,800 قدم2).
في أواخر 2016 أستحوذت تسلا على شركة الهندسة الألمانيَّة تسلا جرومان للتحكم الآلي كقسم جديد مخصص لمساعدة تسلا على زيادة أتمتة وفعالية عملية التصنيع. وبعد إنهاء العقود الحاليَّة معَ شركات تصنيع السيَّارات الأخرى، تعمل جروهمان حصريًا في مشاريع تسلا. واعتبارًا من فبراير 2018 تقوم تسلا ببناء مكتب بحث وتطوير صغير في أثينا، اليونان.
أكدت تسلا خططها طويلة الأجل لبناء مصنع جيجا للسيّارات والبطاريات في أوروبا في عام 2016. وقامت عدَّة دول بحملات لاستضافته. وأُعلن عن موقع وخطط لبدء البناء بالقرب من برلين في نوفمبر 2019.

### آسيا

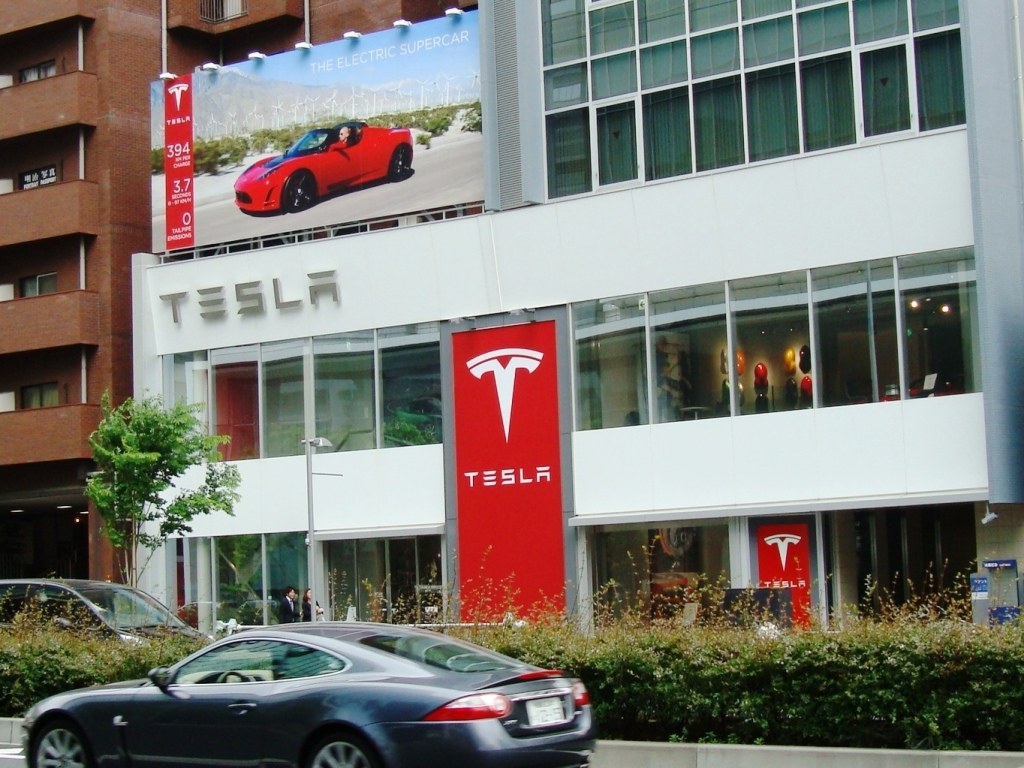
صالة عرض تسلا موتور في أوياما، طوكيو، والتي كانت أول صالة عرض افتتحت في اليابان.

بحلول عام 2013 تمَّ تشغيل صالات العرضُ ومراكز الخدمة في هونغ كونغ،  وبكين وشنغهاي. وافتتحت تسلا أول صالة عرضُ يابانية في طوكيو في أكتوبر 2010. وفي كوريا الجنوبيَّة افتتحت صالتين للعرض في مارس 2017،  ومركز خدمة في أواخر عام 2017. في أغسطس 2017 افتتحت أول مركز خدمة وصالة عرضُ في تايوان.
في يوليو 2018 وقَّعت تسلا اتفاقية معَ السلطات الصينيَّة لبناء مصنع في شانغهاي، وهو أول مصنع جيجا لشركة تسلا خارج الولايات المتحدة. وأقيم حفلِ وضع حجر الأساس في 7 يناير 2019،  وتمَّ الانتهاء من بناءً المصنع في أغسطس 2019، وكان تسلا مودل 3 الأولي قيد الإنتاج من جيجا شنغهاي في أكتوبر 2019.

## الشركاء
الشريك الرئيسيّ لتسلا هو باناسونيك وهي المطور الرئيسيّ لخلايا البطّارية للشركة، وتَمتلكُ تسلا أيضًا مجموعة من الشراكات الصغيرة، على سبيل المثال العمل معَ إير بي إن بي وسلاسل الفنادق لتثبيت شواحن الوجهة في مواقع محددة.

### باناسونيك
في 7 يناير 2010 أعلنت تسلا وشركة باناسونيك لصناعة خلايا البطّارية أنهما سيطوران معًا خلايا بطارية ليثيوم أيون قائمة على النيكل للسيّارات الكهربائية، وقال ناوتو نوجوتشي رئيس شركة الطاقة في باناسونيك إنَّ خلايا الشركة اليابانيّة ستُستخدم في «حزمة بطاريات EV الحاليَّة والجيل القادم» من تسلا. وكانت الشراكة جزءًا من استثمار باناسونيك البالغ مليار دولار على مدى ثلاث سنواتٍ في مرافق لأبحاث خلايا أيونات الليثيوم، وتطويرها وإنتاجها.

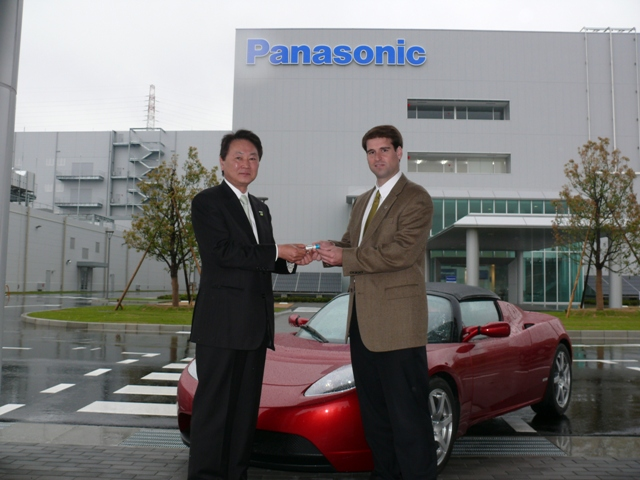
قدم رئيس شركة باناسونيك للطاقة ناوتو نوغوتشي تسلا جيفري براين ستراوبيل مع أول خلايا ليثيوم أيون من منشأة باناسونيك في سومينو كو أوساكا، اليابان.

ابتداءً من عام 2010 استثمرت «باناسونيك» 30 مليون دولار أمريكيّ للتعاون متعدد السنوات على خلايا الجيل التالي المصممة خصيصًا للسيّارات الكهربائية. وفي يوليو 2014 توصلت باناسونيك إلى اتفاق أساسي معَ تسلا لِلمُشاركة في جيجا نيفادا. وتتعاون تسلا وباناسونيك أيضًا في تصنيع وإنتاج الخلايا والوحدات الكهروضوئية (PV) في جيجا نيويورك في بوفالو، نيويورك.

### الشركاء السابقون
على عكس العديد من الشركات المصنعة التقليدية، تعمل تسلا كشركة مصنعة للمعدات الأصلية (OEM) حيثُ تقوم بتصنيع مكونات مجموعة نقل الحركة لشركات صناعة السيَّارات الأخرى. وأقامت تسلا شراكات معَ شركات تصنيع سيارات أُخرى مثل دايملر وتويوتا.

#### موبلاي
تمَّ تطوير الإصدارات الأولية من الطيار الآلي على HW1 بالشراكة معَ موبلاي بدءًا من فبراير 2014 تقريبًا. وقد أنهت موبلاي الشراكة في 26 يوليو 2016.

## الدعاوى والخلافات

### الدعاوى القضائيَّة الجارية
كانت تسلا طرفًا في 620 دعوى قضائيَّة في يونيو 2019. وفقًا لموقع «بلاين سايت» المتخصص في الدعاوى القانونية، وتشمل القضايا تغريدة ماسك عن «التمويل المضمون»، وجائزة أداء الرئيس التنفيذي، والاستحواذ على سولار سيتي، ومزاعم الاننتقام من المبلغين عن المخالفات.

### الدعاوى القضائيَّة المحسومة
في سبتمبر 2018 كشفت تسلا أنَّها تخضع لتحقيق عن أعداد إنتاج الطراز 3 يقوده مكتب التحقيقات الفيدرالي. حيثُ تحقق السلطات إذا كانت الشركة قد ضللت المستثمرين وقدمت توقعات حول إنتاجها من الطراز 3 وهي تعلم أنَّه من المُستحيل تلبيتها، وتمَّ رفضَ دعوى قضائيَّة جماعية لأصحاب الأسهم تتعلق بأرقام إنتاج الطراز 3 لصالح تسلا في مارس 2019.
في أغسطس 2019 رفعت شركة وول مارت دعوى قضائيَّة ضدَّ شركة تسلا، مدعيةً أنَ قيام شركة تسلا «بتركيب وصيانة» الألواح الشمسيَّة تسبب في اندلاع حرائق في سبعة متاجر وول مارت تعود إلى عام 2012. وتوصلت وول مارت إلى تسوية معَ تسلا في نوفمبر 2019، ولم يتم الكشف عن شروط التسوية.
في يونيو 2018 قام موظف في تسلا يُدعى «مارتن تريب» بتسريب معلومات تفيد بأنَّ تسلا كانت تلغي أو تعيد صياغة ما يصل إلى 40٪ من موادها الخام في مصنع جيجا نيفادا. وبعد أنَ طرد بسببِ التسريب، رفع تريب دعوى قضائيَّة وادعى أنَ فريق الأمن في تسلا قدم للشرطة معلومات كاذبة بأنَّه كانَ يخطط لإطلاق نار جماعي في مصنع نيفادا. وحكمت المحكمة لصالح تسلا في 17 سبتمبر 2020.
في سبتمبر 2019 حُكِمَ قاض في كاليفورنيا بأنَّ إيلون ماسك وغيره من المديرين التنفيذيين في تسلا قاموا بشكلٍ غير قانوني بتخريب جهود الموظَّفين لتشكيل نقابة.

### الخِلافات
كانت تسلا خارج المحاكم موضوع خلافات عامة أخرى، بدءًا من القضايا المحاسبية إلى شكاوى سلامة العمال، وصنفت مجلّة سلايت تسلا في المرتبة 14 على «قائمة الشر» لأخطر شركات التِّكنولوجيا في عام 2020.

#### قضايا المحاسبة
في سبتمبر 2019 استجوبت لجنة الأوراق الماليَّة والبورصات (SEC) المدير الماليّ لشركة تسلا زاك كيرخورن بشأن احتياطيات ضمان تسلا ومحاسبة الإيجار،  وأعرب المحللون عن مخاوفهم بشأن رصيد حسابات القبض في تسلا. واتهم ديفيد أينهورن إيلون ماسك بارتكاب «احتيال كبير»،  وشكك علنًا في ممارسات تسلا المحاسبية، وأخبر ماسك في نوفمبر 2019 أنَّه «بدأَ يتساءل عما إذا كانت حساباتك المدينة موجودة». واُستخدمت تسلا العديد من «الحيل المحاسبية الفاخرة» لإظهار التدفق النقدي الإيجابيّ والأرباح الفصلية،  وتساءلت بلومبرج عما إذا كانت التَّقارير الماليَّة لشركة تسلا تنتهك معايير الإبلاغ عن مبادئ المحاسبة المقبولة عمومًا (GAAP).

#### تقنية تبديل البطّارية
كسبت تسلا أكثر من 295 مليون دولار خِلال الفترة 2012-2014 من أرصدة المركّبات ذات الانبعاثات الصفرية مقابل تقنية تبديل البطّارية التي لم يتم توفيرها للعملاء مطلقًا،  وكان الموظفون في «مجلس موارد الهواء في كاليفورنيا» قلقين من أنَ تسلا كانت «تتلاعب» بإعانات مبادلة البطّاريات وأوصت بإلغاء الاعتمادات في 2013.

#### جائحة كوفيد-19 في الولايات المتَّحدة
يحيط الكثير من الجدل بإدارة تسلا خِلال لوباء كوفيد-19 في الولايات المتحدة، حيثُ قلل الرئيس التنفيذيّ إيلون موسك مرارًا وتكرارًا من مخاطرها، في بدايةً الجائحة وأثناءها. وفي وقتٍ لاحقٍ من مايو 2020 بينما كانَ مسؤولو مقاطعة ألاميدا يتفاوضون معَ الشركة لإعادة فتح مصنع فريمونت في الثامن عشر، تحدى ماسك أوامر الحكومة المحليَّة من خِلال استئناف الإنتاج في المصنع في الحادي عشر،  وكان هذا العمل مخالفًا لأمر حاكم ولاية كاليفورنيا أثناء الأزمة. ورفعت تسلا أيضًا دعوى قضائيَّة ضدَّ مقاطعة ألاميدا لكنّها ألغتها لاحقًا بعدَ أنَ حصل مصنع فريمونت على المُوافقة على إعادة فتحه. ونشرت تسلا خطتها التفصيليّة لإعادة الموظَّفين إلى العمل والحفاظ على سلامتهم،  لكنّ سي إن بي سي ذكرت أنَ بعض الموظَّفين استمروا في التعبير عن قلقهم بشأن الاحتياطات المتساهلة لفيروس كورونا. وفي يونيو 2020 فصلت تسلا موظفًا انتقدَ الشركة لاتخاذها إجراءات سلامة غير كافية لحماية العمّال من فيروس كورونا في مصنع فريمونت. كما قال ثلاثة موظفين آخرين في مصنع فريمونت في تسلا إنهم طُردوا بسببِ بقائهم في المنزل خوفًا من الإصابة بكوفيد-19، على الرغم من أنَ ماسك أخبر العمّال في مايو / أيار أنَّه يمكنهم البقاء في المنزل إذا شعروا بعدم الارتياح للعودة إلى العمل.

#### الانتهاكات البيئيَّة
زادت الانتهاكات البيئيَّة وانحرافات التصاريح في مصنع تسلا فريمونت بشكلٍ كبير من 2018 إلى 2019 معَ منحدر إنتاج الطراز 3،  وفي يونيو 2019 بدأت تسلا التفاوض على عقوبات 19 انتهاكًا بيئيًا من منطقة إدارة جودة الهواء في منطقة الخليج،  وتركزت الانتهاكات في ورشة الدهانات التابعة لشركة تسلا فريمونت حيثُ كانت هُناك حرائق متكررة منذُ عام 2014. وحققت وكالة حماية البيئة الأمريكية أيضًا في شركة تسلا لانتهاكات قانون الهواء النظيف،  وغرمت تسلا لانتهاكات النفايات الخطرة في أبريل 2019.

#### تصميم معيب وحرائق البطّارية
في يونيو 2012 عرفت تسلا بوجود تصميم معين في نظام تبريد البطّارية في سياراتها طراز إس ما جعله عرضة للتسريبات، ممَّا قد يؤدي إلى قصر البطّارية أو التسبب في نشوب حريق. وواصلت تسلا بيع سيارات طراز إس بنظام التبريد المعيب هذا حتّى أواخر عام 2012، حتّى عندما وجد الموظفون هذه الأجزاء تتسرب على خط الإنتاج.
في أكتوبر 2019 بدأت الإدارة الوطنية للسلامة المرورية على الطرق السريعة (NHTSA) في التحقيق في سيارات تسلا طراز إس وطراز إكس، بحثًا عن عيوب محتملة في البطّارية يُمكن أنَ تسبب حرائق «غير حوادث».

#### جيجا نيويورك
واجه مصنع جيجا نيويورك (بالإنجليزية: Giga New York)‏ التابع لشركة تسلا والذّي تمَّ بناؤه وتجهيزه بِاستخدام ما يقرب من مليار دولار من أموال دافعي الضرائب في نيويورك، انتقاداتٍ وإجراءات قانونيَّة بشأن مزاعم تضخم وعود العمل، وتجاوزات في التكاليف، وتأخيرات في البناء، وتلاعب في العطاءات، ونقص ملحوظ في جهد ماسك، ويدّعي أنَ الصفقة كانت، بمثابة إنقاذ لأبناء عم ماسك بيتر وليندون ريف. وقد أصدر مراقب ولاية نيويورك تدقيقًا «قاسيًا» للمشروع، وخلص إلى أنَّه قدم العديد من العلّامات الحمراء، ويفتقر إلى العناية الواجبة الأساسية، وأنتج 54 سنتًا فقط من الفوائد الاقتصاديَّة مقابل كلّ دولار تنفقه الدولة (مقارنة بالمعيار المحدد لهذه الأنواع من المشاريع التي تبلغ قيمتها 30 دولارًا في شكل منافع اقتصاديّة مقابل كلّ دولار يتم إنفاقه).

#### البيع المكشوف
في 15 يناير 2020 كانَ سهم تسلا هو الأكثر عرضًا في البيع المكشوف في أسواق الأسهم الأمريكية، حيثُ تمَّ بيع أكثر من 20٪ من أسهمها في ذلك الوقت، وخسر العديد من أصحاب الأقصر مبالغ كبيرة من المال بعدَ أنَ أرتفع سعر السهم أعلى بكثير في وقتٍ لاحقٍ من العام. وتُعد TSLAQ مجموعة غير رسميَّة ومجهولة إلى حدٍ كبير من مختصري ونقاد تسلا، وهي منظَّمة بشكلٍ أساسي عبر الإنترنت.

#### سلامة العمّال وحقوقهم
وفقًا للموظفين السَّابقين في مصنع فريمونت التابع لتسلا، فقد حرمت تسلا بشكلٍ منهجي الرعاية الطبيَّة للعمال المصابين، وأجبرت العمّال المُصابين على العودة إلى خط الإنتاج دون راحة، وأصرت على إرسال العمّال المُصابين بجروح خطيرة إلى غرفة الطوارئ في لايفت بدلاً من الاتصال بالرقم 911. وقد وجد تحقيق أجرته شركة «ريفيل» أنَ تسلا «فشلت في الإبلاغ عن بعض إصاباتها الخطيرة في التَّقارير القانونية، ممَّا يجعل أرقام الإصابات في الشركة تبدو أفضل ممَّا هي عليهِ في الواقع». وتُعد مُعدَّلات إصابات المصانع الخاصّة بهم أسوأ من متوسط الصناعة، على الرغم من ادعاء إيلون ماسك خلاف ذلك. ومن عام 2014 إلى عام 2018 تعرَّض مصنع تسلا في فريمونت لانتهاكات إدارة السلامة والصحة المهنية (OSHA) بثلاثة أضعاف أكبر عشرة مصانع سيارات أمريكيَّة مجتمعة.

## مشاكل منتج السيارة
حصلت تسلا على أسوأ درجة من بين 32 علامة تجاريَّة رئيسيَّة للسيّارات في دراسة الجودة الأولية لعام 2020 من جي دي باور [الإنجليزية] بسببِ مشاكل مختلفة أبلغ عنها مالكيها،  حيثُ كشفت الوحدات الأولى لكل طراز تسلا عن عيوب في التصميم والتصنيع، بما في ذلك الطراز إس والطراز إكس. ومع نمو أسطول سيارات تسلا أدَّى زيادة عدد مراكز الخدمة إلى فترات انتظار لبعض المالكين. فيمَا ترى شركة أبحاث السيَّارات «كيلي بلو بوك» أنَ تأخيرات الخدمة غير ذات أهمية، حيثُ يقبل المالكون تحديات خدمة نوعِ جديد من السيارات، وشملت المُشكلات الأُخرى المتعلّقة بالمركبات عمليات الاسترداد، والحوادث والحرائق، والتأخير، واختراق البرامج.

### الاستدعاءات
اعتبارًا من مارس 2018 أصدرت تسلا عمليتي سحب للمنتجات لسيارة تسلا رودستار، وستة عمليات سحب للطراز إس وعمليتان لتسلا طراز إكس.
في 20 أبريل 2017 أصدرت تسلا استدعاءًا عالميًا لـ 53000 (~ 70 ٪) سيارة من أصلٍ من 76000 سيارة باعتها في عام 2016 بسببِ خلل في فرامل الانتظار التي يُمكن أنَ تتعطل و«تمنع المركّبات من التحرك».
في 29 مارس 2018 أصدرت تسلا استدعاءًا عالميًا لـ 123000 سيارة طراز إس تمَّ تصنيعها قبل أبريل 2016 بسببِ مسامير توجيه كهربائيةٍ قابلة للتآكل، وَالتي يُمكن أنَ تفشل وتتطلَّب من السائق استخدام «قوة متزايدة» للتحكم في السيارة.
في يونيو 2016 أعلنت إدارة السلامة الوطنية على الطرق العامة أنَّها كانت تراجع تقارير مشاكل التعليق في سيارات «تسلا طراز إس». وإنها كانت على علم بأنَّ تسلا دخلت في اتفاقية عدم إفشاء «مزعجة» معَ أحد مالكي طراز إس فيمَا يتعلق بقضية التعليق. وقد وصف الصحفي والمؤلف «إد نيدرماير» هذا النوع من الاتفاقات بأنَّه «غير مسموع في صناعة السيارات» مشيراً إلى أنَ سياسة المُطالبة باتفاقيات عدم الإفصاح لإصلاحات «حسن النية» من شأنها أنَ تحد من عدد العيوب التي أبلغ عنها مالكو تسلا إلى إدارة السلامة. وتمَّ توثيق حالات ظاهرة «عجلة القيادة» وَالتي شملت أيضًا الطراز إكس والسيَّارات الطرازية 3،  حتّى عام 2020. في أكتوبر 2020 بدأت تسلا في استدعاء ما يقرب من 50000 سيارة طراز إكس وطراز واي في جميع أنحاءِ الصين. وفي نوفمبر أعلنت إدارة السلامة أنَّها «فتحت تحقيقًا في حوالي 115000 مركبة تسلا بشأن مشكلات سلامة التعليق الأمامي» في طراز إس ‏ (2015 - 2017) وطراز إكس‏ (2016-2017).

### الأعطال والحرائق
تُعدّ حوادث وحرائق سيارات تسلا مثيرة للجدل، وتتضمَّن بعضها استخدام نظام مساعدة السائق الآلي.
في عام 2013 اشتعلت النيران في طراز إس بعدَ اصطدام السيارة بحطام معدني على طريق سريع في كينت، واشنطن. وأكدت تسلا أنَ الحريق بدأَ في البطّارية وكان ناجما عن الاصطدام،  ونتيجة للحوادث أعلنت تسلا قرارها بتمديد ضمان السيارة الحاليّ لتغطية أضرار الحرائق. وفي 28 مارس 2014 أعلنت الإدارة الوطنية لسلامة المرور على الطرق السريعة (NHTSA) أنَّها أغلقت التحقيق في ما إذا كانَ الطراز إس عرضة للاشتعال، بعدَ أنَ قالت شركة صناعة السيَّارات إنها ستوفر المزيد من الحماية لبطارياتها. وقد استبدل درع الألمنيوم الموجود على حزمة البطّارية بدرع جديد ثلاثي الطبقات بسمك 0.25 بوصة (6.4 مـم) في جميع سيارات طراز إس التي تمَّ تصنيعها بعدَ 6 مارس.
تُوفيَّ سائق يقود سيارة طراز إس في حادث تصادم معَ مقطورة جرار في عام 2016، بينما كانت السيارة في وضع الطيار الآلي. ويُعتقد أنَ السائق هو أول شخص مات في سيارة تسلا في وضع الطيار الآلي. وقد حقَّقت NHTSA في الحادث لكنّها لم تجد أي عيب متعلق بالسلامة. وفي مارس 2018 قُتل مهندس من شركة أبل في حادث تحطم سيارة تسلا طراز إكس، وقال المحققون إنَّ السيارة كانت في وضع «القيادة الذاتية» وكان السائق يستخدم هاتفه لممارسة الألعاب عندما اصطدمت السيارة بالحاجز في منتصف الطريق السريع. ومن خِلال التحقيق وجد المجلس الوطنيّ لسلامة النقل أنَ تسلا تعطلت بسببِ اختلاط النظام والخروج عن الطريق السريع.

### التأخيرات
تعرضت تسلا لانتقادات لإفراطها في تقديم الوعود وقلة أدائها، فقد تراجعت مواعيد تسليم المركّبات الجديدة وميزات السيارة الجديدة في رودستر وطراز إس وطراز إكس وطراز 3. ووعود التقنيّات المتقدّمة مثل وجود شبكة كبيرة من محطَّات الشاحن الفائق التي تعمل بالطاقة الشمسية (تمَّ التثبيت الأول في عام 2012؛ وكان عدد قليل منها يعمل بالطاقة الشمسيَّة اعتبارًا من منتصف عام 2019) 
في أوائل أكتوبر 2017 توقع ماسك أنَ يصل إنتاج الطراز 3 إلى 5000 وحدة في الأسبوع بحلول ديسمبر. وبعد شهر راجع هذا الهدف إلى «وقتٍ ما في مارس 2018»، ويرجعُ ذلك جزئيًا إلى صعوبات معَ الروبوتات في خط التجميع، ولكنَّ يرجع ذلك إلى مشاكل في وحدة البطارية. وقد أدلى محلل في شركة علاقات عامة Cowan and Company بهذا التعليق: «يحتاج إيلون ماسك إلى التوقف عن الوعود وعدم التسليم».
في 24 سبتمبر 2018 كشف ماسك على تويتر أنَ تسلا ستبني شركات النقل الخاصّة بها حيثُ تواجه الشركة تحديات بسببِ الخدمات اللوجستية. حيثُ تواجه شركة تسلا نقصًا حادًا في مقطورات حاملات السيَّارات ممَّا أدَّى إلى تأخير التسليم. وفي منتصف نوفمبر معَ انتهاء صلاحية الإعفاءات الضريبيَّة للمشتري في نهاية العام في فترة تزيد قليلاً عن ستة أسابيع، أعلن ماسك أنَ الشركة تعمل بقوة على زيادة قدرات التسليم من خِلال عقود النقل بالشاحنات وحتَّى الشراء المباشر لبعض شركات النقل بالشاحنات لتسليم أكبر عدد ممكن من السيَّارات قدر الإمكان قبل الموعد النهائي.

### القرصنة
في أغسطس 2015 قال باحثان إنهما كانا قادرين على السيطرة على طراز «تسلا الطراز إس» من خِلال اختراق نظام الترفيه في السيارة،  وتطّلب الاختراق من الباحثين الوصول فعليًا إلى السيارة. وأصدرت تسلا تحديثًا أمنيًا للطراز إس في اليوم التالي للإعلان عن الثغرة.
في سبتمبر 2016 أظهر باحثون في Keen Security Lab التابع لتينسنت هجومًا عن بُعد على سيارة «تسلا الطراز S» حيثُ سيطروا على السيارة في وضع الوقوف والقيادة دون الوصول المادي، وتمكَّنوا من اختراق ناقل شبكة السيَّارات (موصل كان) عندما تمَّ استخدام متصفح الويب الخاص بالمركبة أثناء اتصال السيارة بنقطة اتصال واي-فاي ضارة. وكانت هذه هي الحالة الأولى لاستغلال التحكم عن بعدَ الذي تمَّ عرضه على تسلا، وكُشف عن الثغرة الأمنية لشركة تسلا بموجب برنامج مكافآت الأخطاء  وتمَّ تصحيحها في غضون 10 أيام، قبل الإعلان عن الثغرة الأمنية. اخترقت Tencent أيضًا أبواب طراز إكس في عام 2017.
في يناير 2018، أبلغ باحثو الأمن شركة تسلا أنَّه يُمكن الوصول إلى حساب خدمات أمازون ويب الخاص بهم مباشرةً من الإنترنت وأنَّ الحساب قد تمَّ استغلاله لتعدين العملة المشفرة، واستجابت تسلا بتأمين النظام المخترق، ومكافأة الباحثين الأمنيين ماليًا من خِلال برنامج مكافآت الأخطاء، وذكر أنَ الحل الوسط لا ينتهك خصوصية العميل، ولا سلامة السيارة أو أمنها.
في عام 2019 منحت تسلا سيارة و375 ألف دولار للقراصنة الأخلاقيين خِلال حدثُ Pwn2Own Model 3 Hacking.

## مبيعات المركّبات
سلمت تسلا 367500 سيارة في عام 2019، بزيادة قدرها 50٪ عن عام 2018 وأكثر من ثلاثة أضعاف العدد المباع في عام 2017. وفي نهاية عام 2019 بلغَ إجمالي مبيعات تسلا العالميَّة منذُ عام 2012 أكثر من 891000 وحدة. واعتبارًا من أكتوبر 2018 مثلت مبيعات تسلا حوالي 20٪ من السيَّارات الكهربائيّة في العالم، وفقًا لـ Navigant Consulting. وبحلول نوفمبر 2018 قطعت سيارات تسلا 10 مليارات ميل (16 مليار كيلومتر).
| \| المبيعات العالمية التراكمية (التسليمات) لسيارات تسلا الكهربائية حسب الطراز حتّى 31 مارس 2020 (المجموع: 985154 مركبة) \| المبيعات العالمية التراكمية (التسليمات) لسيارات تسلا الكهربائية حسب الطراز حتّى 31 مارس 2020 (المجموع: 985154 مركبة) \| المبيعات العالمية التراكمية (التسليمات) لسيارات تسلا الكهربائية حسب الطراز حتّى 31 مارس 2020 (المجموع: 985154 مركبة) \| المبيعات العالمية التراكمية (التسليمات) لسيارات تسلا الكهربائية حسب الطراز حتّى 31 مارس 2020 (المجموع: 985154 مركبة) \| المبيعات العالمية التراكمية (التسليمات) لسيارات تسلا الكهربائية حسب الطراز حتّى 31 مارس 2020 (المجموع: 985154 مركبة) \| \| ------------------------------------------------------------------------------------------------------------------------------------------------------------------------------------------------------ \| ------------------------------------------------------------------------------------------------------------------- \| ------------------------------------------------------------------------------------------------------------------- \| ------------------------------------------------------------------------------------------------------------------- \| ------------------------------------------------------------------------------------------------------------------- \| \| الطراز (سنة الإطلاق) \| الطراز (سنة الإطلاق) \| \| \| وحدات مسلمة \| \| رودستر (2008) \| رودستر (2008) \| \| 2,450 \| 2,450 \| \| طراز S+X (2012, 2015) \| طراز S+X (2012, 2015) \| \| 460,441 \| 460,441 \| \| طراز 3+Y (2017, 2020) \| طراز 3+Y (2017, 2020) \| \| 524,713 \| 524,713 \| \| (في الربع الأول من عام 2019 بدأت تسلا في دمج أرقام المبيعات لسيارتي تيسلا طراز إس وتيسلا طراز إكس، وفي الربع الأول من عام 2020 بدأت تسلا في الجمع بين أرقام المبيعات لطراز "تسلا طراز 3" والطراز واي.) \| \| \| \| \| |                       |  |         |             |
| المبيعات العالمية التراكمية (التسليمات) لسيارات تسلا الكهربائية حسب الطراز حتّى 31 مارس 2020 (المجموع: 985154 مركبة) |                       |  |         |             |
| الطراز (سنة الإطلاق) | الطراز (سنة الإطلاق)  |  |         | وحدات مسلمة |
| رودستر (2008) | رودستر (2008)         |  | 2,450   | 2,450       |
| طراز S+X (2012, 2015) | طراز S+X (2012, 2015) |  | 460,441 | 460,441     |
| طراز 3+Y (2017, 2020) | طراز 3+Y (2017, 2020) |  | 524,713 | 524,713     |
| (في الربع الأول من عام 2019 بدأت تسلا في دمج أرقام المبيعات لسيارتي تيسلا طراز إس وتيسلا طراز إكس، وفي الربع الأول من عام 2020 بدأت تسلا في الجمع بين أرقام المبيعات لطراز "تسلا طراز 3" والطراز واي.) |                       |  |         |             |

### الإنتاج والمبيعات حسب الربع
- طراز S
- طراز X
- طراز S/X
- طراز 3
- طراز 3/Y

تختلف عمليات تسليم تسلا بشكلٍ كبير حسب الشهر بسببِ المُشكلات الإقليميَّة مثل توفر شركات النقل والتسجيل، ولا تُقدِّم الشركة تقارير مبيعات شهرية. في 9 مارس 2020 أنتجت الشركة سيارتها الكهربائيّة رقم مليون، لتصبح أول شركة مصنعة للسيارات تحقق مثل هذا الإنجاز.

### نزاعات البيع في الولايات المتَّحدة

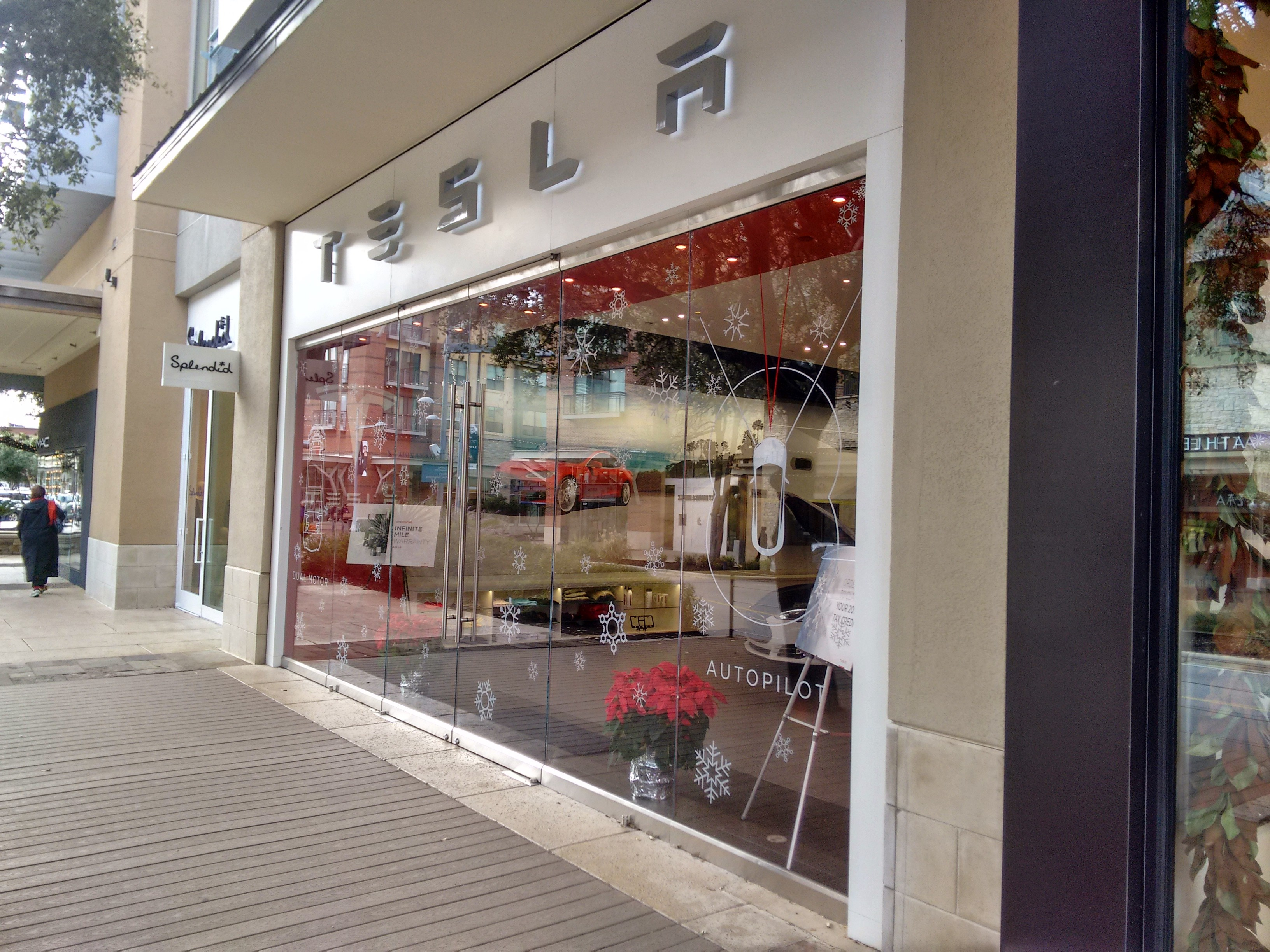
معرض تسلا في أوستن، تكساس

تدير تسلا متاجر وصالات عرضُ توجد عادةً في مراكز التسوق في العديد من الولايات الأمريكية، ومع ذلك لا يشتري العملاء المركّبات إلَّا من موقع تسلا الإلكتروني. وتعملُ المتاجر كصالات عرضُ تتيح للناس التعرف على الشركة ومركباتها. وتقعُ بعض صالات العرضُ في ولايات تخضع لقوانين حماية الوكلاء المقيدة التي تحظر مناقشة الأسعار أو التمويل، أو توفير تجارب القيادة، بِالإضافة إلى قيود أخرى. وهناك 48 ولاية لديها قوانين تقيد أو تحظر الشركات المصنعة من بيع المركّبات مباشرةً إلى المستهلكين،  وعلى الرغم من أنَ تسلا ليس لديها وكلاء مستقلون، إلَّا أنَ جمعيات الوكلاء في ولايات متعددة رفعت دعاوى قضائيَّة بشأن ممارسات مبيعات تسلا. ورداً على ذلك ضغطت تسلا في عدَّة ولايات من أجل الحق في بيع السيارات.
توصي لجنة التجارة الفيدرالية بالسماح بالمبيعات المُباشرة للمصنعين،  وَالتي يعتقد المحللون الحكوميون أنَّها ستوفر للمستهلكين 8٪ في متوسط سعر السيارة.

## الشؤون الماليَّة

الأداء المالي

سُجِّلت تسلا خسائر بلغت 862 مليون دولار أمريكي، في السنة الماليَّة 2019، بإيرادات سنوية قدرها 24.578 مليار دولار أمريكي، وبزيادة قدرها 14.5٪ عن الدورة الماليَّة السابقة، ومنذ عام 2008 زادت المبيعات من 14.7 مليون إلى 24.578 مليار، وذلك بفضل التوسع المستمر في الأعمال.
| العام | الإيرادات (مليون دولار أمريكي) | صافي الدخل (مليون دولار أمريكي) | إجمالي الأصول (مليون دولار أمريكي) | الموظفين |
| ----- | ------------------------------ | ------------------------------- | ---------------------------------- | -------- |
| 2009  | 112                            | −56                             | 130                                |          |
| 2010  | 117                            | −154                            | 386                                | 899      |
| 2011  | 204                            | −254                            | 713                                | 1,417    |
| 2012  | 413                            | −396                            | 1114                               | 2914     |
| 2013  | 2,013                          | −74                             | 2417                               | 5,859    |
| 2014  | 3,198                          | −294                            | 5831                               | 10161    |
| 2015  | 4046                           | −889                            | 8068                               | 13058    |
| 2016  | 7000                           | −675                            | 22664                              | 17782    |
| 2017  | 11759                          | −1962                           | 28,655                             | 37543    |
| 2018  | 21461                          | −976                            | 29740                              | 48817    |
| 2019  | 24,578                         | −862                            | 34309                              | 48,016   |
| 2020  | 31,536                         | 721                             | 52,148                             | 70,757   |
| 2021  | 53,823                         | 5,519                           | 62,131                             | 99,290   |

## وصلات خارجية
- الموقع الرسمي

- - بيانات النشاط التجاري لـ Tesla, Inc.‎: مالية جوجل
  - ياهو! المالية
  - بلومبرج
  - رويترز
  -  إيداع هيئة الأوراق المالية والبورصات